# Ruská kuchyně
Ruská kuchyně je národní kuchyně Ruska. Její základy byly položeny především venkovským obyvatelstvem žijícím v často drsných přírodních podmínkách. Základem jejich stravy byly především brambory, chléb, zelí, cibule, okurky. Jednoduchou stravu si ochucovali kysanou smetanou, koprem, petrželí, na zimu si nakládali zeleninu a z ovoce vařili džemy. Úroda žita, pšenice, ječmene a prosa poskytovala potřebný základ pro mnoho druhů pečiva, lívanců, kvasu, piva a vodky. Kromě rolnické stravy patřily k základům ruské stravy ryby, drůbež, zvěřina, houby, bobuloviny, především lesní plody a med. Polévky a omáčky nejrůznějších chutí byly založeny především na sezónních nebo uskladněných potravinách, rybách a masu. Mnoho jídel, která jsou považována za tradiční ruskou kuchyni, pocházelo především z francouzsko-ruské kuchyně 18. a 19. století.

## Historie
Rusko bylo už ve středověku v úzkém kontaktu s Kavkazem, Persií, Osmanskou říší a na severu zemi navíc protínala starověká hedvábná stezka; to vše dalo ruské kuchyni nepopsatelný nádech Orientu. Tato zcela přírodní jídla, doplněná o koření a speciální postupy pro grilování masa a výrobu zákysu přejaté od Mongolů a Tatarů  setrvala v ruské kuchyni dodnes.

### Pečené labutě na carském dvoře

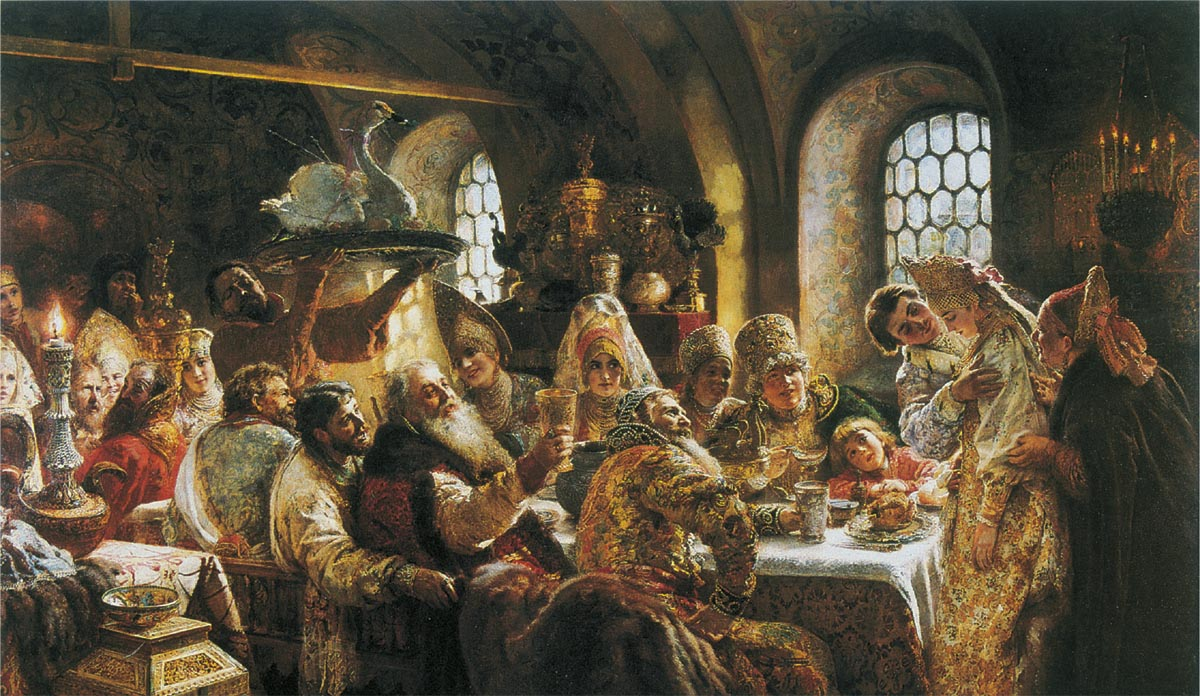
Bojarská svatební hostina ze 17. století; servírování labutě – hlavní pták carského stolu; olejomalba Konstantina Makovského z roku 1883

Rakouský vyslanec Zikmund von Herberstein, který v roce 1526 přijal pozvání ke dvoru moskevského velkoknížete Vasilije III., na jedné z hostin poprvé spatřil pečené labutě, oblíbené jídlo moskevských vládců: nejprve sluhové přinesli pálenku, podávanou vždy před večeří. Jako první chod se servírovaly labutě, přičemž byly carovi nabídnuty tři. Ten do nich píchl vidličkou a vybral tu nejlepší, která mu pak byla pokrájená předložena. Servírována byla s kyselou omáčkou z octa, soli a pepře.

### Tel’noje
Ruské pravoslaví zahrnovalo více než 200 postních dní v roce, což dodržovala i ruská velkoknížata a carové. Namísto masa a ryb se podával pokrm nazývaný Tel’noje (odvozeno od těla). Rybí maso se rozdrtilo na jemné těstíčko, do něhož se přidávala cibule a šafrán. Takto upravené těsto se vykrajovalo dřevěnými formičkami ve tvaru jehňátek či hus a následně smažilo na hlubokých pánvích v rostlinném oleji.

### Botvinja
Polévka Botvinja se konzumovala nejen na stolech bohaté šlechty, ale byla i potravou chudých rolníků. Obvykle se podávala ve třech miskách. V první se nacházela samotná polévka z listů červené řepy, špenátu, kopřiv a šťovíku, vařená v bílém domácím kvasu a upravená na kašovitou hmotu. Polévka se podávala studená. Druhá miska obsahovala rybí maso, nejlépe z jesetera, a třetí byla naplněna drceným ledem (obzvláště v létě). K polévce se přikládala vidlička na maso a dvě lžíce, jedna na polévku a druhá na led. Během sovětské éry upadla polévka v zapomnění, jelikož její příprava byla nákladná, vystřídala jí „Okroška“.

### Ruská kuchyně v 18.–19. století
Ruská kuchyně byla až do počátku 18. století téměř netknutá zahraniční kuchařskou kulturou. Ačkoli nabídka pokrmů byla celkem rozmanitá, jejich způsob přípravy byl jednoduchý. Rusové do té doby neznali tehdy již v západní Evropě zcela běžné paštiky (Pastete), rolády či karbanátky (Frikadellen).
Evropeizace ruské kuchyně odstartovaná za vlády cara Petra I., přivedla do země německé, anglické a především francouzské kuchaře. Bohatí aristokraté poznávali zahraniční gastronomií během svých cest a často si sebou pak přiváželi kuchaře holandské a německé, později švédské a zejména francouzské. Na stolech nejbohatších šlechticů se začala objevovat nová jídla. Zahraniční kuchaři zavedli do ruské kuchyně moderní zpracování potravin, kuchyňské spotřebiče a západní stolování. Ruská kuchyně, poměrně těžkopádná a těžko stravitelná, tak získala na lehkosti a vytříbenosti.
Z denního stravování postupně mizela před večeří podávaná zakuska, přibyla snídaně (nejprve chléb s máslem), ale také bylinné likéry (z Číny Jerofeič a z Katalánska Ratafia). Francouzští kuchaři zavedli nové druhy jídel (saláty, oblohu) a receptury s přesným udáním množství a poměru mezi jednotlivými ingrediencemi a v neposlední řadě došlo i na vybavení kuchyní. Moderní kuchyňské sporáky, železné nádobí, cedníky a mlýnky na maso, restaurační nábytek (např. od rakouských firem К. k. priv. Marienthaler Eisenwaaren Fabriksgesellschaft, Gebrüder Thonet).
První pokusy o pozvednutí vlastní ruské kuchyně v průběhu vlasteneckého hnutí po napoleonské válce v roce 1812 skončily neúspěchem, jelikož se zjistilo, že starodávné recepty nebyly nikdy písemně zachyceny a první ruská kuchařka od Vasilije A. Levšina, statkáře z Tuly, vydaná v roce 1795, obsahovala hlavně zahraniční jídla, jejichž recepty byly převzaty a přeloženy z francouzských, španělských, nizozemských a německých kuchařských knih. Obsahovala jen několik málo ruských, ukrajinských a běloruských receptů.
Francouzští kuchaři jako Marie-Antoine Carême, Maurice Riquette a Eugène Krantz vařili výhradně v carské kuchyni nebo u ruských aristokratů. Kuchyně ruské aristokracie byly od konce 18. století pevně rukou hlavních kuchařů (metrdotel) z Francie, Německa a Holandska, Rusové v nich zastávali jen práce pomocných kuchařů (prispešnik, ključnik, pogrebščik). První francouzská restaurace „Ermitáž” byla otevřena kolem roku 1840 nedaleko Kuzněckého mostu (v roce 1864 se přestěhovala na Boulevardring/Bulwarnoje Kolzo) a v roce 1871 první ruská restaurace „Slaviansky Bazar”. Zbytek byl označován jako traktiry. V restauracích se servírovalo zahraniční menu, pouze v hostincích (traktiry) se uchovala jídla ruská.

#### Kulinářské francouzsko – ruské přátelství
Největší vliv na ruskou kuchyni měla Francie. Za vlády Kateřiny II. došlo k živé kulinářské výměně, která se odrazila také na jazykové úrovni. Řada pokrmů nesla jména význačných historických osobností (i když tito neměli s vytvořením nebo přípravou nic společného). Na dvoře Kateřiny Veliké se servíroval pokrm barani otbivnye a-lja madam Pompadur („Skopová kotleta à la Madame Pompadour“), načež Francouzi později reagovali telecím a bažantem a la Prince Orloff a kuřetem sotte Demidoff na počest svatby hraběte Demidova s Mathildou Bonaparte, vnučkou Napoleona I., po význačném ruském novináři M. N. Kattoffovi, který zemřel v roce 1887, bylo pojmenováno grilované kuře Katoff (Poulet de Grains Grillé Katoff) a v roce 1912 po Napoleonovi dort (Tarte à la Napoléon).

#### Marie-Antoine Carême – kuchař králů a král kuchařů
Marie-Antoine Carême (1784–1833) byl jedním z prvních velkých francouzských kuchařů, který po sobě zanechal v Rusku důležitou stopu. Carême přijel do Ruska v roce 1818, kdy už byl znám téměř po celé Evropě: vařil pro francouzského ministra zahraničí Charles-Maurice de Talleyranda, pro britského krále Jiřího IV. a pro rakouského císaře Františka I. a do Ruska přicestoval na pozvání cara Alexandra I. Caremův vliv na ruskou kuchyni byl zcela zásadní (sjednocení receptur na základě přípravy a servisu, zavedení měrných jednotek, řazení jídel a service à la russe). Díky němu se stala atraktivní i pro export (ruské vejce s kaviárem, aspik, šarlota s jahodami na počest carovy švagrové Šarloty Meklenbursko-Střelické, pro samotného cara jablková šarlotka).

#### Hostince, Chambres garnies, restaurace, jídelny a čajovny
Úroveň ruských ubytovacích služeb byla od pol. 19. století až na výjimky většinou dobrá, v Petrohradě a v Moskvě nebyly tyto služby o moc horší než ty západoevropské a ve větších provinčních městech splňovaly průměrné požadavky. Ve městech, která ležela stranou od železnice, měly hostince většinou velmi pochybnou povahu; chyběla zejména žádoucí čistota. I v lepších ruských hostincích (Трактиру) se muselo smlouvat a předem dohodnout na všech poskytovaných službách. Cena nemusela nutně zahrnovat náklady za lůžko a ložní prádlo. V Rusku bylo zvykem, že si ložní prádlo, polštáře, přikrývky a ručníky donesli zákazníci nebo si za jejich zapůjčení připlatili.
Chambres garnies (meblirovanyje komnaty, zařízené pokoje) využívali zejména ti, kteří pobývali ve větším městě delší dobu a pro něž by byl dlouhodobý pobyt v hotelu drahý. Obvykle se nacházely v centru města, nedaleko divadla a zábavných zařízení. Hostinský a služebnictvo obvykle rozumělo několika cizím jazykům. Cena se pohybovala kolem 20–30 rublů za měsíc (kromě ložního prádla a spropitného). Výhodou privátního ubytování bylo, že zákazník mohl využívat chodbového služebníka a vrátného k drobným pochůzkám, k úklidu pokoje, praní prádla a čištění bot. Na požádání host obdržel samovar, talíře, sklenice, nože a vidličky. V domě bylo povoleno uchovávat víno, pivo a pálenku.
Ruské restaurační podniky se dělily do několika skupin: 1. restaurace první a druhé úrovně, 2. pivnice a čajovny, 3. jídelny (Кухмистерские и столовые). Pro lepší policejní kontrolu byly rozlišeny barvou vývěsních štítů: hostince, kde se k jídlu podávaly i lihoviny měly barvu červenou, výčepy lihovin barvu modrou, pivnice napůl červené a modré, jednalo se ale o lokály nízké úrovně, kam se cizincům návštěva nedoporučovala.
Jídelny patřily k nejlevnějšímu a nejjednoduššímu typu veřejného stravování, kde host mohl za 30–40 kopějek obdržet dva chody, přičemž se zde nečepovalo pivo ani nepodávaly lihoviny. K obědu byly využívány většinou restaurace druhé úrovně. Jejich kuchyně a služby byly obdobné jako u restaurací první úrovně, ale nebyly tak naleštěné a jejich zákazníci méně elegantní. K nim patřila celá řada německých hospod a hostinců, kde se setkávali zástupci místní německojazyčné kolonie. Oběd se dal pořídit za 50, 75 až 100 kopějek, k jídlu se podávala pálenka, pivo a víno.
Prvotřídní restaurace byly mimořádně luxusní a navštěvovala je pouze nejbohatší a nejvýznamnější vrstva obyvatelstva. Kuchyně, služby a celé zařízení mělo ruský punc. Zejména v Moskvě a St. Petrohradě se v nich projevoval vliv francouzské a německé kuchyně. Charakteristickým znakem ruských restaurací byly varhany (často v hodnotě 30 000 až 60 000 rublů), umístěné ve velkých jídelních sálech. Cizince často zarážel extrémně velký počet číšníků; v některých petrohradských restauracích to byli většinou tataři. Na číšníka se volalo: čelóvjek! (člověk). V každé restauraci se také nacházela šatna, ve které se dohlíželo na odložené věci hostů. Spropitné nebylo nutností, zvykem bylo 5–10 kopějek).
V ruské kuchyni bylo denní menu regulováno; ke každému ročnímu období patřily speciální polévky, drůbež a pečivo. Některým pokrmům bylo přiřazeno dokonce pevné datum: ovoce se začalo podávat od 8. srpna, zmrzlina a chlazený kvas na Velikonoční neděli. Na sestavení menu mělo vliv také náboženství: v sobotu se podávala jiná jídla než v neděli, pátek a středa (jako postní dny) se odlišovaly od pondělí a čtvrtka. Při pohřební hostině se podávala kutja (rýžová kaše se švestkami a rozinkami), při dětských narozeninách obdrželo dítě karavaj (Каравай, piroh či bochník naplněný sladkou náplní - kaší), který byl nad jeho hlavou rozdroben (aby se na něho v životě sypalo zlato a stříbro). Svatební hostiny, zásnuby, masopust (Масляная неделя) Vánoce, Velikonoce – všechny měly svá speciální jídla.
K typickým ruským jídlům, které se servírovaly hlavně v Moskvě, patřila polévka botwinja (uvařená červená řepa, špenát a listy šťovíku, nakrájené najemno s okurkou, koprem a jarní cibulkou a zalitá bílým kvasem) a selátko s křenem a kyselou omáčkou z octa, soli a pepře. Restaurace v Petrohradě a Moskvě table d’hôte zrušily tzv. zakusku (Zubiss, 3akycka) a večeře začínala obvykle polévkou (суп). Ruská rodinná večeře nebo večeře à la cart na parnících na Volze se skládala ze dvou jídel: zakusky a skutečné večeře (обед). Večeře začínala sklenkou pálenky a tzv. zakuskou (kousek chleba, masa a okurky). V restauracích table d’hôte to byla klobása, kaviár, sleď, losos, atd. s pikantní omáčkou, což mělo povzbudit chuť k jídlu.
Večeře začínala studenou nebo teplou polévkou, následoval rybí pokrm (jeseter, pstruh z Donu, platýs z Čudsko-pskovského jezera nebo Volhy, zřídka mořské ryby); následovala marmeláda (Варенье) nebo hned maso (telecí nebo hovězí se salátem, solené třešně nebo jablka), nakonec pudink, zmrzlina atd. Dezert sestával z fíků, ořechů, oliv; po dezertu následovala káva nebo čaj s citronovými plátky a likérem. Většina ruských rodin popíjela čaj brzy ráno, k snídani kolem dvanácté hodiny se podávaly masové pokrmy, kaviár, pálenka nebo pivo.
Na konci 19. a na počátku 20. století došlo v důsledku hospodářského rozvoje a úpadku aristokratické kultury k většímu rozšíření zahraniční kulinářské kultury mezi ruské měšťanstvo, zejména mezi obchodníky a tzv. rasnočince (intelektuálové), která ale musela být ještě zaobalena do ruského hávu. To byl příklad restaurace francouzského (či belgického) kuchaře Luciena Oliviera. Vedle německé, francouzské, švýcarské a belgické kolonie se v Moskvě nacházela též kolonie (čtvrť) rakousko-uherská, tvořena dobře situovanými obchodníky a pobočkami obchodních vídeňských společností, dále pak to byli učitelé a zaměstnanci císařské opery a konzervatoře (zejména české národnosti).

#### Lucien Olivier – haute cuisine Ermitaž
Kuchař Lucien Olivier (1838–1883), jehož dva starší bratři vařili v nejlepších francouzských gurmánských restauracích, zkusil štěstí v Rusku, kde byla móda francouzské kuchyně v plném proudu. Se svým společníkem Jakovem Pegovem, obchodníkem s tabákem, otevřel v roce 1864 v centru Moskvy hostinec s názvem Ermitage (poustevna, odlehlé místo k rozjímání) a budovu na rohu Petrovského a Neglinnyho bulváru zrekonstruovali tak, aby obsahovala restauraci, hospodu a lázně. Nová francouzská restaurace si brzy získala dobrou pověst a její zakladatelé začali dosahovat obrovských zisků.
Přestože se tomuto podniku říkalo hostinec, ve skutečnosti svými bílými sloupy, křišťálovými lustry, přepychovým interiérem jídelen připomínal pařížské restaurační paláce. Číšníkům se říkalo polovoj (starodávný ruský výraz pro mužského číšníka) a místo fraku byli oděni do ruské bílé lněné košile v pase s hedvábnou šerpou. Hostinec se stal slavným také díky salátu, který Olivier upravil pro ruské chuťové buňky a podával jej pod názvem Salade poulet mayonnaise (později nazývaný ruský nebo Olivier). V roce 1881 pořádala rakouská a belgická kolonie v restauraci oslavu ku příležitosti zasnoubení korunního prince Rudolfa a belgické princezny Štěpánky.

#### Moskva – Restaurace Praga
V roce 1896 vyhrál obchodník Pjotr Tararykin v kulečníku na Arbatském náměstí hospodu Praga, kam chodili převážně vozkové a proměnil ji v prvotřídní restauraci se šesti restauračními a čtyřmi kulečníkovými sály. Praga získala další patro a novou střešní konstrukci s prostornou letní terasou a na rohové fasádě dekorativní kopuli. Po roce 1917 byla zestátněna, během občanské války zavřená a v období NEPu zde sídlila veřejná dělnická jídelna (stolovaja), kino, knihovna a několik knihkupectví. Prominentní restaurace zde byla otevřena znovu až v roce 1954. Podle restaurace byl nazván dort Praga (Прага торт) z čokolády, máslového krému a hustého kondenzovaného mléka, jehož autorem byl v 70. letech 20. století Vladimir Guralnik. Jednalo se v podstatě o variaci na rakouský Sacher. Po vzniku Ruské federace patřila restaurace rusko-ázerbájdžánskému oligarchovi Telmanu Mardanovičovi Ismailovi. V roce 2019 ji v aukci vydražil za 1,4 miliard rublů podnikatel Miroslav Vladimirovič Melnik.

#### Lahůdkářství Jelisejev
V roce 1901 otevřela petrohradská obchodní společnost „Bratři Jelisejevové” (Братья Елисеевы) v Moskvě na ulici Tverská lahůdkářský obchod. Do té doby se firma bratří Jelisejevů zaměřovala na dovoz vína a olivového oleje, vlastnila vinné sklepy nejen v Rusku ale i po Evropě, budovala vlastní lodní flotilu a obchodovala v Anglii, Francii a Španělsku, kde skupovala víno přímo z vinic a nechávalo ho zrát ve vlastních sklepích. Na konci 19. století se rozhodli vybudovat obchodní dům ve francouzském stylu podle Aristida Boucicauta. Luxusní obchodní dům nabízel svým zákazníků nejen víno (rekonstruovaná budova disponovala vlastním vinným sklepem), ale také koloniální gastronomické lahůdky (oddělení potravin, sýrů, uzenin, cukrovinek, ovoce a zeleniny, ryb) a francouzský křišťál Baccarat. Stejnou senzaci předvedl také zákazníkům v Petrohradě a Kyjevě. Po uchvácení moci bolševiky byl obchod znárodněn a během občanské války nezbylo z luxusního sortimentu téměř nic. Zdání zašlé lahůdkářské slávy bylo možné obchodu navrátit nakrátko v období NEPu.

## Kuchyně socialistického Ruska a sovětských republik
Vládním dekretem z 21. listopadu 1918 „O organizaci zásobování obyvatelstva všemi produkty a předměty osobní spotřeby a domácího hospodářství” došlo k zákazu veškerého soukromého vnitřního obchodu. Distribuce zboží byla svěřena do rukou komisariátu zásobování (Komprodu). Ten měl shromažďovat potraviny a spotřební zboží a následně je distribuovat mezi obyvatelstvo. Všichni obyvatelé se povinně staly členy spotřebitelských komun, které jim po předložení přídělových průkazů vydávaly jídlo a další zboží.
Německý novinář a spisovatel Alfons Paquet (1881–1944) ve svém Dopise z Moskvy (Brief aus Moskau) v roce 1918 popisoval stále ještě přítomné firemní cedule prodejen s vyobrazenými homolemi cukru, sýra a drůbeže, zabedněné sklepy, zavřené hostince a ve výlohách atrapy šunky, klobás a kaviáru, které jen dráždily už tak všude přítomný hlad. Lidé doma konzumovali chléb nastavovaný pískem a slámou, řídké bramborové polévky a syrovou řepu, přičemž na pouličním černém trhu byly k dostání zaprášené svazečky česneku, sušené tresky, ztvrdlé paštiky, brusinky a hubená smažená kuřata. Papirosy přestaly existovat.
V důsledku revoluce a občanské války (1917-1920) se země nacházela ve vážné hospodářské krizi, která se projevovala nedostatečným zásobováním potravinami. Následoval hladomor, epidemie tyfu a cholery. USA do Ruska vyslaly Americkou správu pomoci (American Relief Administration). V létě 1922, kdy její činnost vrcholila, živila ARA denně přes 10 milionů lidí, jiné zahraniční organizace zajišťovaly jídlo pro další 3 miliony.

### Období Nové ekonomické politiky
Po přijmutí Nové ekonomické politiky (NEP) vznikla forma smíšeného hospodářství, kdy zemědělství, služby a maloobchod byly přenechány soukromým rolníkům a nové třídě nepmanů, zatímco bankovnictví, doprava, těžký průmysl a zahraniční obchod zůstaly pod kontrolou socialistického státu.
Levicový německý novinář Alfons Goldschmidt navštívil Moskvu v roce 1925 a ve své reportáži (Wie ich Moskau wiederfand) referoval o důsledcích NEPu: „V únoru 1925 jsem si mohl koupit cokoli, sto druhů uzeniny, dvacet druhů masa, mandarinky, pomeranče a hroznové víno z jižních sovětských republik, pohádkové množství cukrovinek, černý, míchaný a bílý chléb, dorty a pirohy, všechnu zeleninu a víno z Kavkazu, dokonce i vodku.”
Jediná velice dobrá restaurace Moskvy Velká Moskevská je večer vždycky přeplněna. Nejenom proto, že se tam dobře jí, ale ještě víc proto, že se tam tančí. Je to jediné místo, kde se dáma může vytančiti, bary v Moskvě nejsou, doma, v jednom pokoji, přecpaném věcmi se tančit nedá, oficielně jsou moderní tance zakázány jako nemravné a buržoasní. Tím lákavější je pro ruské dámy foxtrott a charleston, jenž s velkým opožděním se dostal do Moskvy a tančí se dosud. Velká Moskevská je restaurací soukromou. Proto si tam může obecenstvo dovolit víc než jinde.
Eva, časopis moderní ženy, 01.05.1930 

### Stalinská meziválečná epocha
Po Stalinově vnitřní revoluci (s opozicí Trockij, Kameněv, Bucharin, Zinovjev) se situace rapidně změnila. Už v roce 1930 na ulicích Moskvy začaly ubývat privátní stravovací zařízení a obchody s potravinami. Ve stejném roce byl zaveden výdej potravin na lístky. Cizinci mohli v letech 1929-1936 nakupovat v obchodních řetězcích Torgsin (Торгсин). Zásobování se horšilo, nejprve v Moskvě, v roce 1931 také v centrálním území, na Sibiři a nakonec i na jihu země a na Kavkaze.
Jediné zboží, které se dalo koupit ve státních obchodech bez potravinových lístků a za neskutečně vysoké ceny byl alkohol (kořalka, likéry a víno), cukr, vařená šunka špatné kvality (12 rublů za 1 kg), nekvalitní cigarety a rybí konzervy pochybného původu. V letech 1932-1934, kdy docházelo k násilnému zavádění kolchozů, se znovu objevil hladomor (Ukrajina, severní Kavkaz a Sibiř).
V práci dostane každý dělník pracovní oblek a boty zdarma. Dělníci se stravuji buď ve společných jídelnách, nebo si může doma vařit sám. Je sice pravda, že jsou zde na určité produkty poukázky (lístky), ale ty slouží k tomu, aby v první řadě byli zásobeni ti, kdož pracuji. Lístky se vydávají jen těm, kdož pracuji v místě práce. O nějakém hladu, jak píší měšťácké a sociálfašistické listy, neni ani řeči.
Dělnická rovnost, 21.12.1930
A konservy jsou dnes nejdůležitější součástkou výživy městského a průmyslového obyvatelstva. Konserva stejně jako stroj stala se symbolem Sovětského svazu.
Týdeník Nová svoboda, 9.9.1932

#### Insnab a Torgsin
Polja ujišťovala Ri, že se jí bude líbit v Moskvě, bude mít cizinecký konzum Insnab a tam je možno nakoupit všechno, jsou tam hory potravin za báječné levné ceny a tolik věcí, takové krásné věci, které je možno najíti ještě v Torgsinu.
Jiří Weil, Moskva-hranice, Mladá fronta 1991, s. 43
Stalinova industrializace v rámci pětiletého hospodářského plánu narazila na nedostatek vlastního a technicky vysoce kvalifikovaného personálu, takže v dubnu a červnu 1929 bylo rozhodnuto o náboru zahraničních specialistů. Všudypřítomný nedostatek potravin a špatné zásobování tak vedly k nutnému zřízení prodejen Insnab a Torgsin. INSNAB (Инностранное снабжение) jako obchod pro diplomaty, korespondenty a zahraniční specialisty v SSSR nabízel luxusní potraviny (většinou zahraniční) a některé služby za sovětský rubl. Běžní zahraniční turisté a domácí obyvatelstvo do prodejny přístup nemělo.
První Insnab byl zřízen v Moskvě ve znárodněném lahůdkářství bratrů Jelisejevových (Братья Елисеевы) na Tverské ulici a vchod střežila policie. Už v roce 1932 si ale cizinci stěžovali, že v obchodech Insnabu není maso, mléko a vajíčka, že máslo podražilo (ze 4 rublů na 7 rublů za kg) a místo 3 kg na měsíc obdrželi jen 1,5 kg.
Někteří zahraniční specialisté to řešili tak, že potravinovou průkazku pro Insnab odevzdali ženám svých ruských kamarádů, u kterých se pak stravovali. Oběd sestával většinou z nakládaných sleďů, vodky (rykovky), tmavého chleba, zelné polévky, mletého rybího masa s kaší z pohanky a chleba. Jiné menu se objevovalo na stolech při státních recepcích, např. při 100. výročí založení Alexandrinského divadla v Leningradě se ve 2 hodiny ráno servírovaly mísy kaviáru v neomezeném množství, rajčatový salát, polévka, studené řízky s opékaným bramborem, nepřeberné množství cukrovinek se zmrzlinou a čerstvé ovoce.
Dekretem Lidového komisariátu pro obchod byl 18. července 1930 zřízen „Zvláštní úřad pro obchod s cizinci Torgsin“ (Специальная контора по торговле с иностранцами в СССР „Торгсин“). V obchodech s názvem Torgsin mohli zatím nakupovat pouze zahraniční námořníci a turisté. V roce 1931 byl řetězec obchodů přejmenován (Всесоюзное объединение по торговле с иностранцами / Všesvazové obchodní sdružení pro potřeby cizinců) a nákup v nich byl umožněn i cizincům s dlouhodobým pobytem v SSSR.
S nástupem hladomoru (od konce roku 1931) bylo povoleno v Torgsinech nakupovat i sovětským občanům výměnou za domácí zlato (šperky, nádobí, hodinky, tabatěrky, kříže, a další cennosti). Dnem 1. listopadu 1932 převzal Torgsin také obchody Insnabu. Postupně přibyla i směna za stříbro (1933), diamanty (1933/34), platinu (1934) a další drahokamy (1934). Rozhodnutím politbyra byly od 1. ledna zrušeny potravinové lístky na chléb a od 1. října na maso a rybí výrobky, tuky, cukr a brambory. Po otevření státních obchodů s volným prodejem začal zájem o Torgsiny klesat. Z 290 prodejen, které Torgsin evidoval k 15. listopadu 1935, bylo 200 zrušeno k 1. lednu 1936. Zbývajících 90 bylo rozděleno tak, aby v každé oblasti byla jen jedna. Majitelé poukázek zakoupených za cizí valuty tak mohli ve zbývajících prodejnách nakupovat do 1. února 1936, kdy došlo k likvidaci Torgsinu.
Úřední zpráva z Moskvy sama praví, že společnost „Torgsin“ bude zrušena teprve k 1. únoru 1936, kdy má býti její obchodní organisace postoupena „Lidovému komisariátu pro vnitřní obchod“, neboť „Narkomvnutorg“, jak komisariát se nazývá, má převzíti skutečně dědictví „Torgsinu“, jak nám bylo potvrzeno z Moskvy. Prozatím mohou tedy nabízeti naši exportéři, stejně jako dosud, svoje výrobky, pokud jsou v importním programu „Torgsinu“, na dosavadní adrese „Torgsin“, Moskva, Kuzněckij most 14. Dojde-li k dalším změnám, bude o tom po dána včas zpráva v časopise „Světový obchod“.
Světový obchod, 27.11.1935

#### Setkání s Amerikou - fast food
Dne 26. října (8. listopadu) 1917 byl vytvořen Lidový komisariát pro zahraniční záležitosti (NKID), který uzavřel hranice pro běžnou osobní turistiku. První skupina amerických turistů směla přicestovat až v srpnu 1926. Opačným směrem, tedy do Ameriky, směřoval (i když neoficiálně) nejprve Sergej Michajlovič Ejzenštejn v roce 1930.
Přelomovou návštěvou USA se stala cesta na přelomu let 1935/36, kterou podnikli spisovatelé Ilja Andrejevič Ilf a Jevgenij Petrov. Ti po svém návratu o svých zážitcích veřejně referovali. Zaujala je rozmanitost a hygiena amerického stravování. V automatizované kuchyni byli ohromeni moderními sporáky, klimatizací, ohřevem talířů, velkými lednicemi a likvidací odpadu. Reportáž vyšla na podzim 1936 nejprve v časopise Znamja (č. 10 a 11) a později v létě 1937 jako kniha.
V srpnu 1936 doporučil generální tajemník komunistické strany (Stalin) svému lidovému komisaři pro potravinářský průmysl Mikojanovi, aby netrávil dovolenou jako obvykle na Krymu, ale odcestoval do Ameriky. Mikojan, který kvůli zrušené dovolené směl vzít sebou i svou ženu, odcestoval s malou delegací do New Yorku a odtud do vnitrozemí, kde navštívil speciální segmenty potravinářského průmyslu: výrobu chladniček pro skladování ryb a masa, továrny na výrobu zmrzliny a vločkového ledu, továrnu na mražené kachny, konzervárny masa a ryb; tovární velkopekárny, cukrovary a továrny na výrobu sušenek, sušeného mléka a majonézy, ovesných vloček, kombináty na výrobu čokolády a cukrovinek, baleného čaje, kávy a kakaa, továrny na výrobu jablečných a pomerančových džusů a rajčatových výrobků, mrazírny a konzervárny ovoce, výrobny sektu a limonád a nealkoholických nápojů, pivovary, drůbežárny a jatka.
Mikojana ve státech zaujal pouliční prodej hamburgerů (котлет), které se prodávaly horké společně s houskou ve speciálních kioscích: „Kotleta byla nejprve osmažena na jedné straně, poté otočena na druhou stranu a během několika minut byla hotová. Tento prodejce měl i teplé housky. Do rozkrojené housky vložil osmažený hamburger, přidal rajče, plátek nakládané okurky a hořčici a horký sendvič byl hotov. Vhodná strava zejména pro spěchajícího člověka.”
Velkokuchyně (továrny-kuchyně) a jídelny se staly už od 20. let synonymem sovětského stravování a tak po Mikojanově návratu do vlasti měly být hamburgery (котлеты с булочкой) a limonády dostupné také v ulicích sovětských měst. Po návratu zavedl standardizovanou výrobu hotových masných výrobků a vzápětí se v moskevských ulicích objevily první stánky, které obyvatelům za 50 kopějek nabízely „horké moskevské kotlety s houskou“ (Горячие Московские котлеты с булочкой). Recept na kotlety (hamburgery) se dostal i do kuchařky vydané v roce 1939.
Podle amerického vzoru začaly vznikat první řetězec gastronomů s bufety a stánky s limonádami (Воды Лагидзе). V roce 1936 byl obchod Torgsin (Insnab) na Tverské ulici (bývalé lahůdkářství Jelisejevových) přejmenován na Gastronom č. 1. a Torgsin na Smolenském náměstí na druhý Gastronom Smolenský (гастрономом «Смоленский»).
Na Smolenském je nejlepší lahůdkář, proti kterému je pražský Lippert předměstským koloniálem. Nové rybárny hemží se milovníky rybích specialit. Veliký obchod Gastronom na Gorkiho měl pouze za jediný den 9. března při své večerní uzavírce 40.000 pokladničních bloků v ceně 900.000 rublů. Problém zásobování skvěle vyřešil soudruh Mikojan, lidový komisař zásobováni. Luxus jídelních lístků lze přirovnati již téměř s luxusem západu, jest zde pouze jediný a zásadní rozdíl: tento luxus je přístupný každému, kdežto na západě jen hořením desetitisícům. - Jiří Koťátko, ústřední sekretář Svazu přátel SSSR v Československu
Svět sovětů, časopis přátel Sovětského Svazu, 01.04.1936 

#### Továrny-kuchyně, společné stravování a jídelny
V roce 1923 byla v Moskvě založena sovětská organizace Narpit (Нарпит) pro lidové stravování. Za tímto účelem byly pro průmyslové oblasti zřizovány továrny-kuchyně, kde se připravovaly pokrmy pro hromadné stravování. Na pokyn komisariátu pro vnitřní obchod obdržely ze státních potravinových skladů a z různých kombinátů (masokombinát, moloko-kombinát a pod.) potraviny, které dále zpracovávaly na hotová jídla pro dodávky do závodních jídelen a polotovary pro dodávky do obchodů s potravinami. Vedle výrobních hal se zde nacházely jídelny, chladírny, šatny, u některých na střechách i kavárny.
První pokusný podnik byl zřízen v roce 1924 ve městě Ivanovo-Vozněsensk. V roce 1928 přibyly další tři. Po těchto zkušenostech byla vybudována továrna-kuchyně v roce 1929 v Moskvě na Leningradské silnici v blízkosti stadionu, letiště a továrny na letadla druhá veliká továrna-kuchyně a zanedlouho za Danylovskou branou další, v roce 1929 jich bylo osm, v roce 1930 dvacet čtyři.
V době první pětiletky dosáhlo veřejné stravování značného rozšíření a během druhé pětiletky se dostalo i do menších měst a vzdálených oblastí. V průběhu sovětské industrializace bylo zásobování jednotlivců nedostatečné a ne všichni si mohli dovolit stát v dlouhých frontách před družstevními a státními prodejnami potravin. Při továrnách, závodech, úřadech a různých institucích vznikaly závodní jídelny, kde se pracující mohli najíst za poměrně nízkou cenu. Jakost jídel a hygiena provozů značně pokulhávaly.
Zrušení chlebenek, zlepšení zásobování obyvatelstva masem, mlékem, moukou, tuky a jinými potravinami způsobilo pokles návštěvníků ve veřejných jídelnách o 20%. Proto sovětský tisk upozorňuje veřejné jídelny, že musí změnit metody jak v obsluze hostí, tak i ve vyvařování. Veřejné jídelny mohou podle názoru sovětského tisku konkurovat domácímu stravování jenom tehdy, budou-lí podávati obědy za levnější cenu, budou-li míti větší výběr jakostních jídel a budou-li stoly v jídelnách čistě a pěkně prostřené. Veřejné jídelny si musí uvědomit, že nenávratně minula doba, kdy hosté prosili o oběd. Dnes je třeba hosty lákat čistotou a lepší jakostí podávaných jídel.
Týdeník Nová svoboda, 26.04.1935
Stravování v jídelnách vydrželo v SSSR po celou dobu sovětského socialistického impéria. Oběd sestával ze tří chodů (předkrmu, polévky a hlavního jídla). Studený předkrm sestával z rajčatového nebo okurkového salátu, chleba s máslem a sýrem nebo se salámem, nakrájeného salámu (колбаса вареная). Druhý chod představovaly polévky, většinou boršč, charčo, bramborová nebo hrášková. Hlavní chod masový sestával: z karbanátků z mletého masa nebo ryb (рубленные котлеты из мяса или рыбы), guláše (гуляш) či dušených ryb (жареная рыба), karbanátků z mletého masa (bitočky/биточки) či kuliček z mletého masa v rajském protlaku (těftěli/тефтели) a párků (сосиски), dušených jater (тушеная печень) a vařeného kuřete (вареная курица) ke kterému se servírovala příloha: řídká bramborová kaše (картофельное пюре), rýže (рис), pohanková kaše (grečka/гречка), těstoviny, dušený hrášek, kysané zelí, okurka. V dělnických jídelnách se podávalo pečivo zdarma. V nápojovém lístku byl vždy přítomný čaj, káva a kompot ze sušeného ovoce v zimě nebo z čerstvého v letní sezóně.
| Jídlo                                          | Cena             |
| ---------------------------------------------- | ---------------- |
| Studený překrm (rajčatový nebo okurkový salát) | 15 - 30 kopějek  |
| Chleba s máslem a sýrem                        | 10 kopějek       |
| Chleba s máslem a salámem                      | 15 kopějek       |
| Polévka Boršč bez smetany                      | 28 kopějek       |
| Polévka Charčo                                 | 32 kopějek       |
| Polévka rybí                                   | 25 kopějek       |
| Příloha dušený hrášek                          | 12 kopějek       |
| Příloha bramborová kaše                        | 15 kopějek       |
| Příloha pohanková kaše (гречка)                | 12 kopějek       |
| Vařené párky (сосиски) s přílohou              | 30 kopějek       |
| Karbanátky (Рубленые котлеты) s přílohou       | kolem 40 kopějek |
| Dušené kysané zelí                             | 6 kopějek        |
| Čaj bez cukru                                  | 2 kopějky        |
| Čaj s cukrem                                   | 6 kopějek        |
| Čaj s kousky citronu na talíři                 | 11 kopějek       |
| Káva instantní                                 | 8 kopějek        |
| Nápoj kompot ze sušeného ovoce                 | 12 kopějek       |

#### První sovětská kuchařka (1939)
Po revoluci byla domácí příprava jídla považována za buržoazní přežitek a v roce 1939, kdy byl již pevně nastolen směr plánovaného hospodářství a kolektivizace, vydalo Ministerstvo potravinářského průmyslu SSSR sovětskou kuchařku Kniga o vkusnoj i zdorovoj pišče (Kniha o chutném a zdravém jídle / Книга о вкусной и здоровой пище). První vydání vyšlo s proslovem lidového komisaře pro potravinářský průmysl A. I. Mikojana.
Nešlo jen o knižního kuchařského rádce a pomocníka, ale také o propagandu sovětského způsobu života. Ilustrace opakovaně odkazovaly na sovětský potravinářský průmysl, který měl sovětským ženám ulehčit přípravu jídla pomocí polotovarů sovětské výroby, například na polotovar z Mikojanova moskevského masokombinátu na Sibiřské pelmeně (сибирские пельмени). Zdravotní hledisko evokovaly také názvy receptů, například „Salát zdraví” sestával ze dvou čerstvých okurek, dvou syrových mrkví, dvou jablek, dvou rajčat, 100 g hlávkového salátu a zálivky ze smetany, citronové šťávy, dochucené cukrem a solí.

### Americe tváří v tvář podruhé
Cesta Nikity Chruščova do USA na podzim roku 1959 měla vliv nejen na vřelejší vztahy v období studené války, ale také na sovětské rychloobslužné stravování a budování prvních supermarketů. Šedesátá léta přinesla pokračování industrializace a Mikojanových plánů, které přerušila druhá světová válka.

#### Limonády Lagidze a zmrzlina
Oba venkované se na první pohled odlišovali od Moskvanů, kteří tu korzovali, pojídali moroženoje nebo popíjeli sifón z automatů, protože byl horký červencový den.
Jindřich Uher: Objektivem srdce: lyrický cestopis, 1985, s. 92
Dne 16. dubna 1937 byl v Petrohradě v jídelně Smolný (Столовая Смольного) instalován první přístroj (сатуратор) na sodovku (Газировка). Už během Stalinovy éry se proslavily původní Lagidzeho vody (Воды Лагидзе) gruzínského výrobce Mitrofana Lagidzeho (Митрофан Варламович Лагидзе). V roce 1952 zaslal americký prezident Harry Truman speciálním letadlem Stalinovi 1000 lahví limonády Coca-Cola. Na příkaz Stalina byl Lagidzem vynalezen nový recept pod názvem „Limonáda”, kombinující příchutě jablek, hrušek a vanilky. Americkému prezidentovi byl dodán speciální náklad v prémiových lahvích, zapečetěný přírodním korkem.
Skutečné automaty se sodovkou a sirupem se začaly na ulicích objevovat až po druhé světové válce za vlády Chruščova. Samotná sodovka stála jednu kopějku, se sirupem se prodávala za tři kopějky. Sklenice se používaly opakovaně a před dalším použitím se oplachovaly vodou.

## Ruské speciality
Polévky hrály vždy v ruské kuchyni velmi důležitou roli. Tradiční ruské polévky jako šči, boršč, rassolnik, soljanka či okroška byly od 18. do 20. století doplněny i o evropské a středoasijské druhy hnědých polévek, čirých polévek, omáček a mnohých jiných.
Ruské polévky lze rozdělit do sedmi skupin:
- studené polévky založené na kvasu (např. okroška, botvinja), nebo mléčných výrobcích (svjekolnik, cholodnik, studená polévka z červené řepy se zakysanými mléčnými výrobky)
- lehké polévky a omáčky založené na vodě a zelenině
- nudlové polévky s masem, houbami a mlékem (např. lapša, nudlová polévka převzatá od Tatarů, nejčastěji kuřecí s nudlemi)
- polévky založené na zelí (např. šči)
- husté polévky založené na mase a sladkokyselém základu (např. boršč, rassolnik či soljanka)
- rybí polévky (např. ucha, soljanka)
- polévky založené na obilí a zelenině

Nápoje:
Některé ruské nápoje jsou původní a nevyskytují se v žádných jiných národních kuchyních. Jsou to například:
- kvas, tradiční kvašený nízkoalkoholový nápoj vyráběný fermentací ze ztvrdlého, nejčastěji žitného chleba
- vodka, ruský národní alkoholický nápoj, destilát z obilí nebo brambor, podomácku vyríběná je samohonka
- mědok, nápoj z vody, do níž se přidává malé množství medu a chmel
- mors, nápoj z ovocné šťávy smíchané v nejrůznějším poměru s vodou; je jemně kvašený
- vařená zelná šťáva, z čerstvého, ale mnohem častěji z kysaného zelí vařená s malým množstvím cukru. Tento nápoj je velmi nestálý, a tak se vyrábí pouze v malém množství v domácích podmínkách
- sbitěň, tmavý horký medový nápoj s kořením, pije se hlavně v zimě

Slaná jídla:
- pelmeně, taštičky z tenkého těst plněné okořeněným mletým masem, vařené ve vodě, podávané s máslem nebo smetanou
- vareniki, obdoba pelmení, náplň sladká i slaná, podávají se polité máslem, smetanou či cibulkou
- pirožki, pečené taštičky ze slaného těsta plněné slanými nápněmi(mleté maso, brambory, zelí, houby aj.)
- bubliky, kroužky z mírně sladkého kynutého těsta ovařeného a upečeného, jedí se ke kávě a čaji
- choloděc, huspenina s masem, podávaná s velmi ostrým křenem, nebo, hořčicí či smetanou
- golubci, dušené závitky z mletého masa v zelném listě
- kartoška okroška, pouliční jídlo, rozkrojená brambora vařená ve slupce, s přísadami dle vlastního výběru
- šašlik, marinované kousky masa prokládané cibulí, grilované na jehlici
- hovězí Stroganoff: hovězí maso s cibulí, houbami a kyselou okurkou, s nakyslou smetanovou omáčkou. Jídlo vzniklo v Rusku
- kaviár, jikry jeseterovitých ryb, náhražky z jiných ryb

Sladká jídla
- syrniki, tvarohové lívance se smetanou, medem, nebo džemem
- bliny, tenké palačinky z pšeničné, či jiné, např. pohankové mouky se sladkými i slanými náplněmi, mastí se máslem, nebo se smetanou
- kysel, ovocný dezert z vody, cukru a lesních plodů, zahuštěný bramborovým škrobem
- vareňje, druh zavařeniny, ovoce zavařené vcelku v tekutém rosolu. Jí se samostatně jako sladkost, dává se do čaje, nebo k dochucení blinů, syrniků aj.

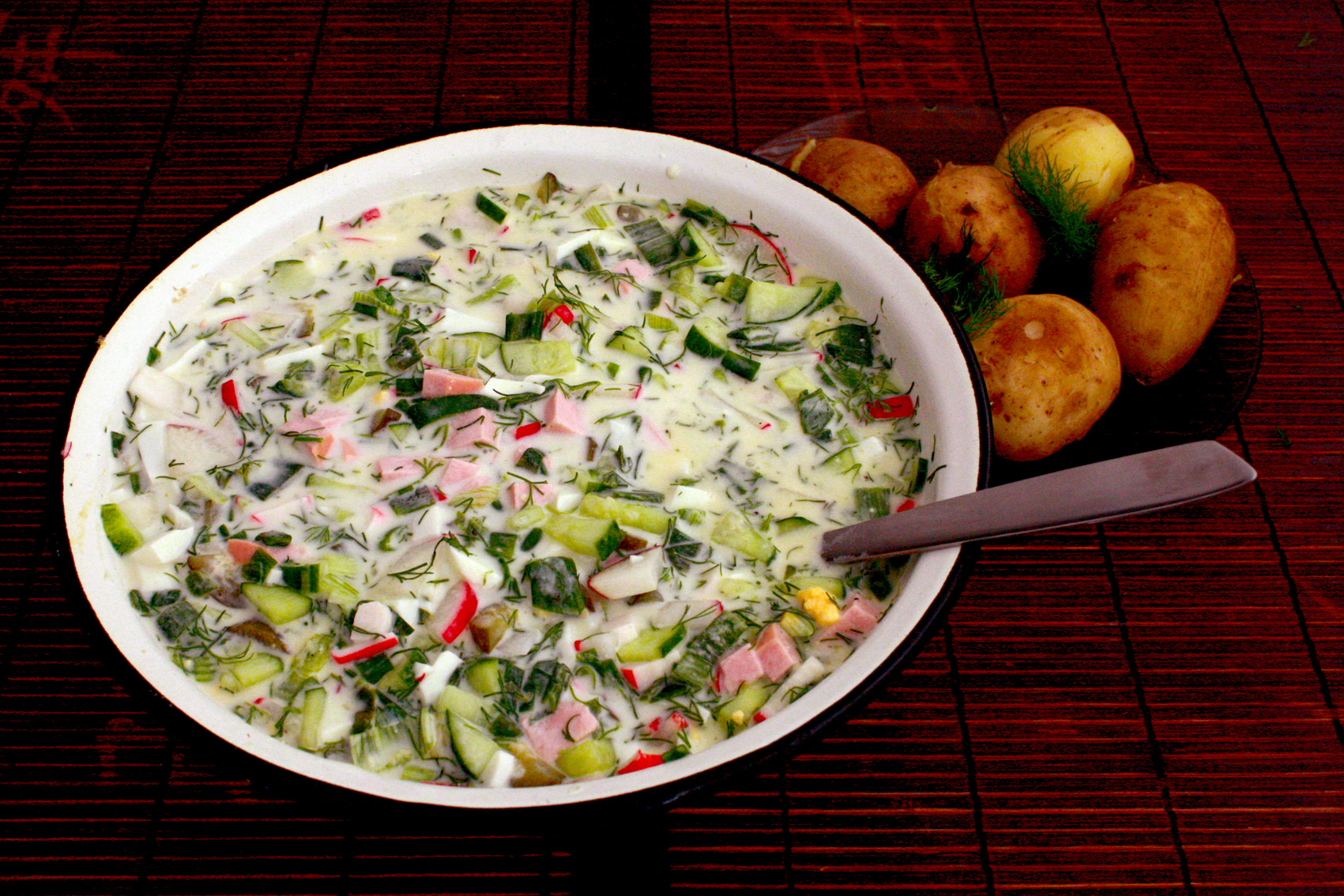
Okroška (Окрошка)
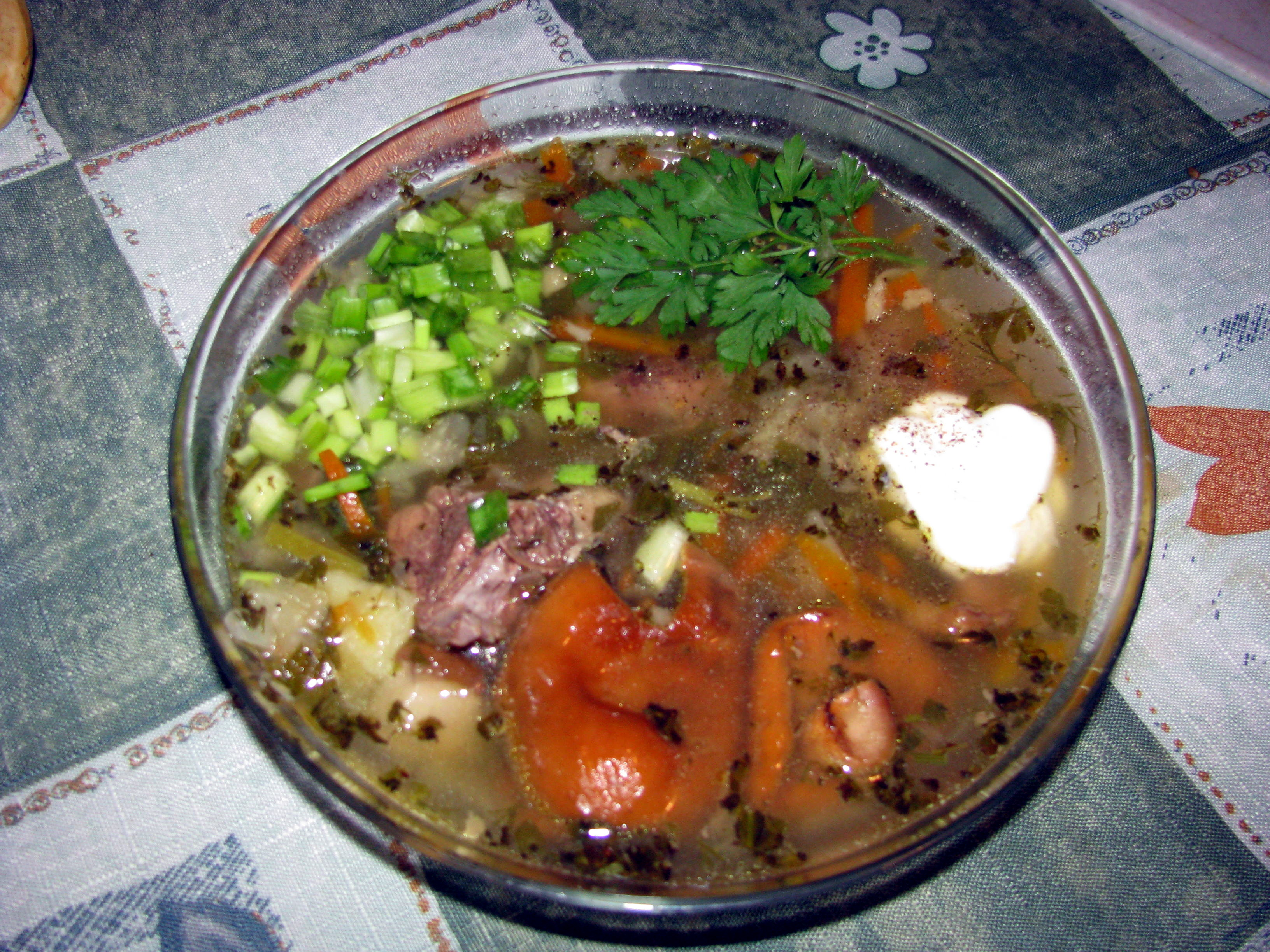
Šči (Щи)
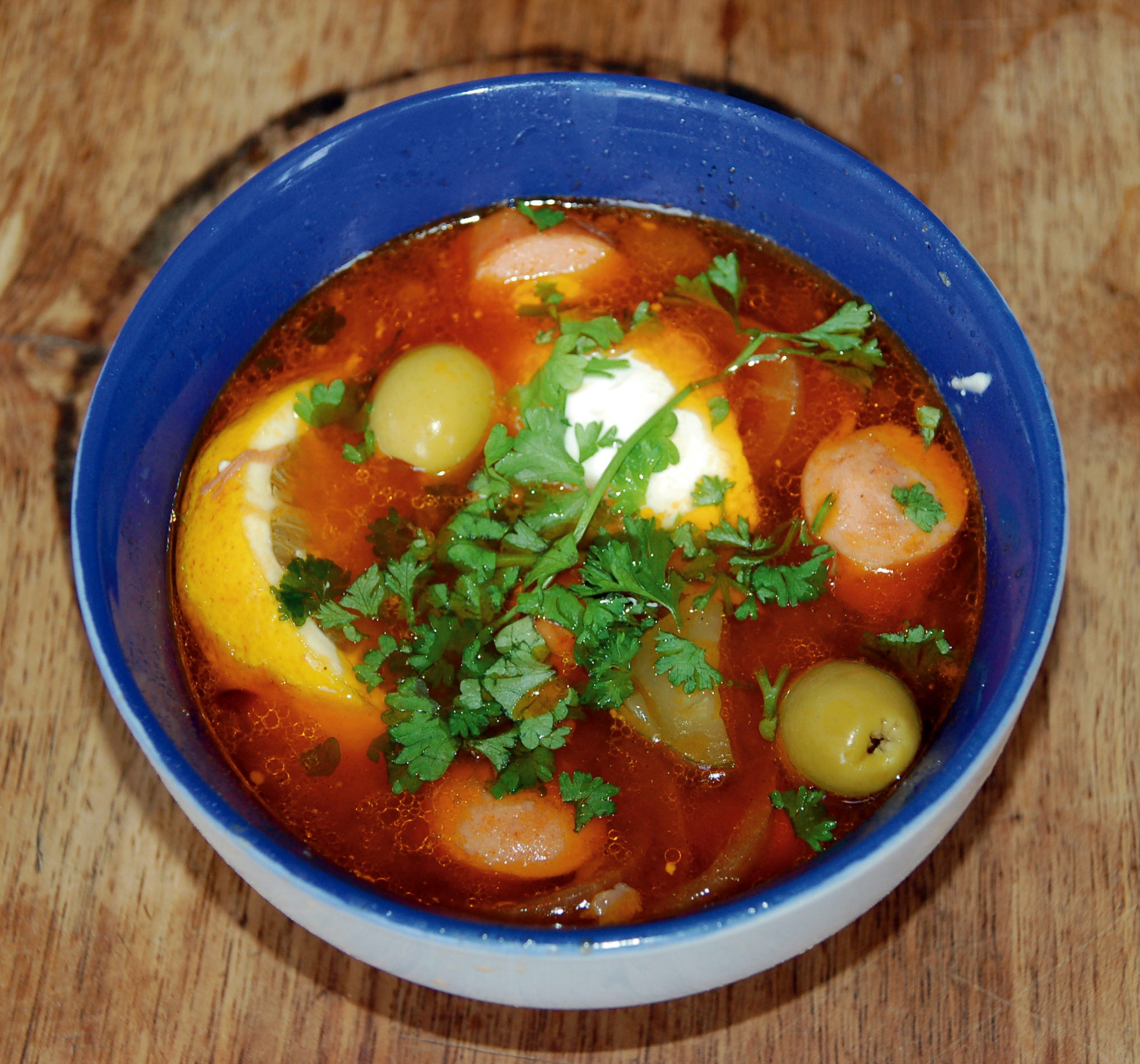
Soljanka (Солянка)
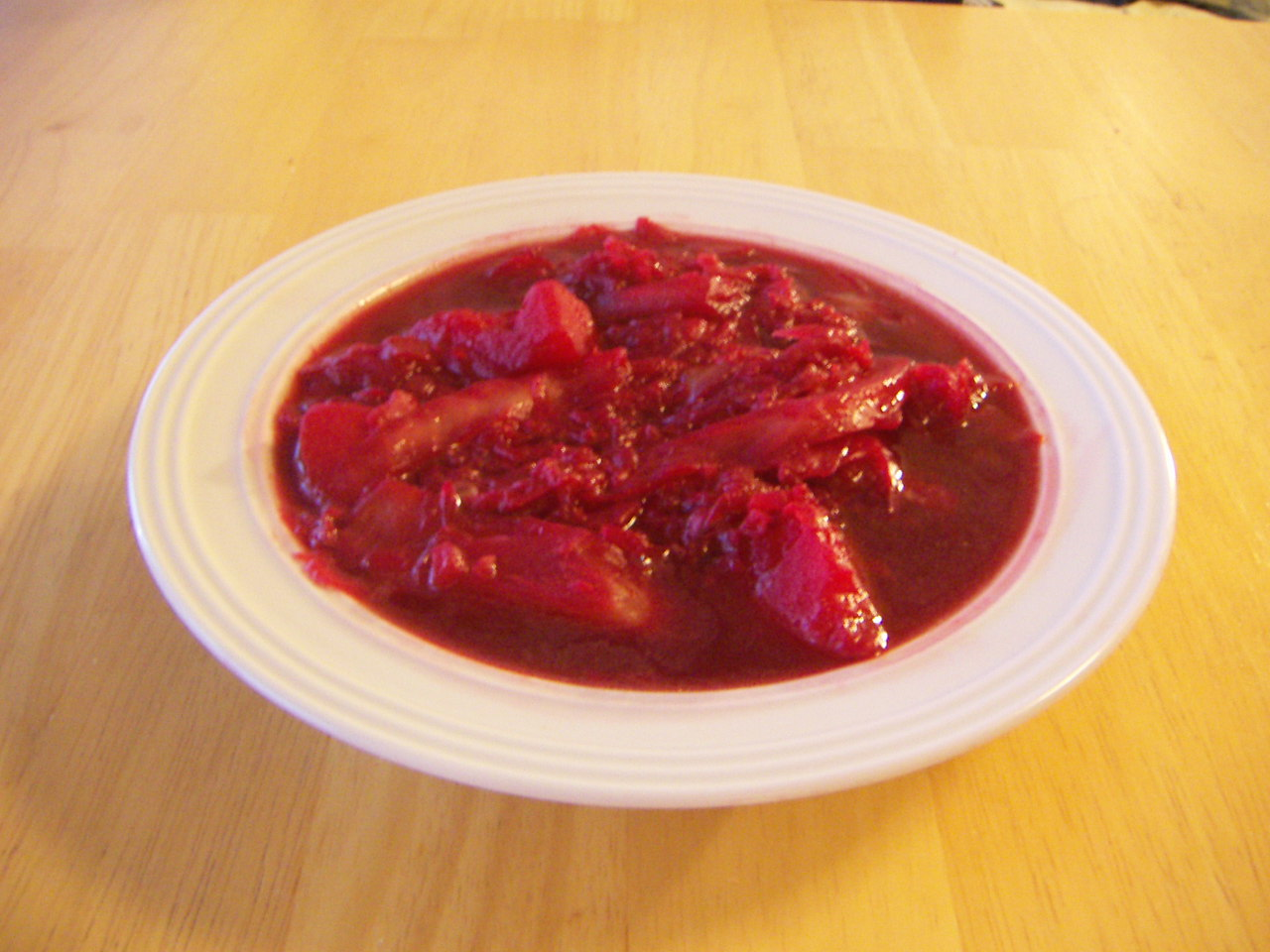
Bezmasý boršč (Борщ)
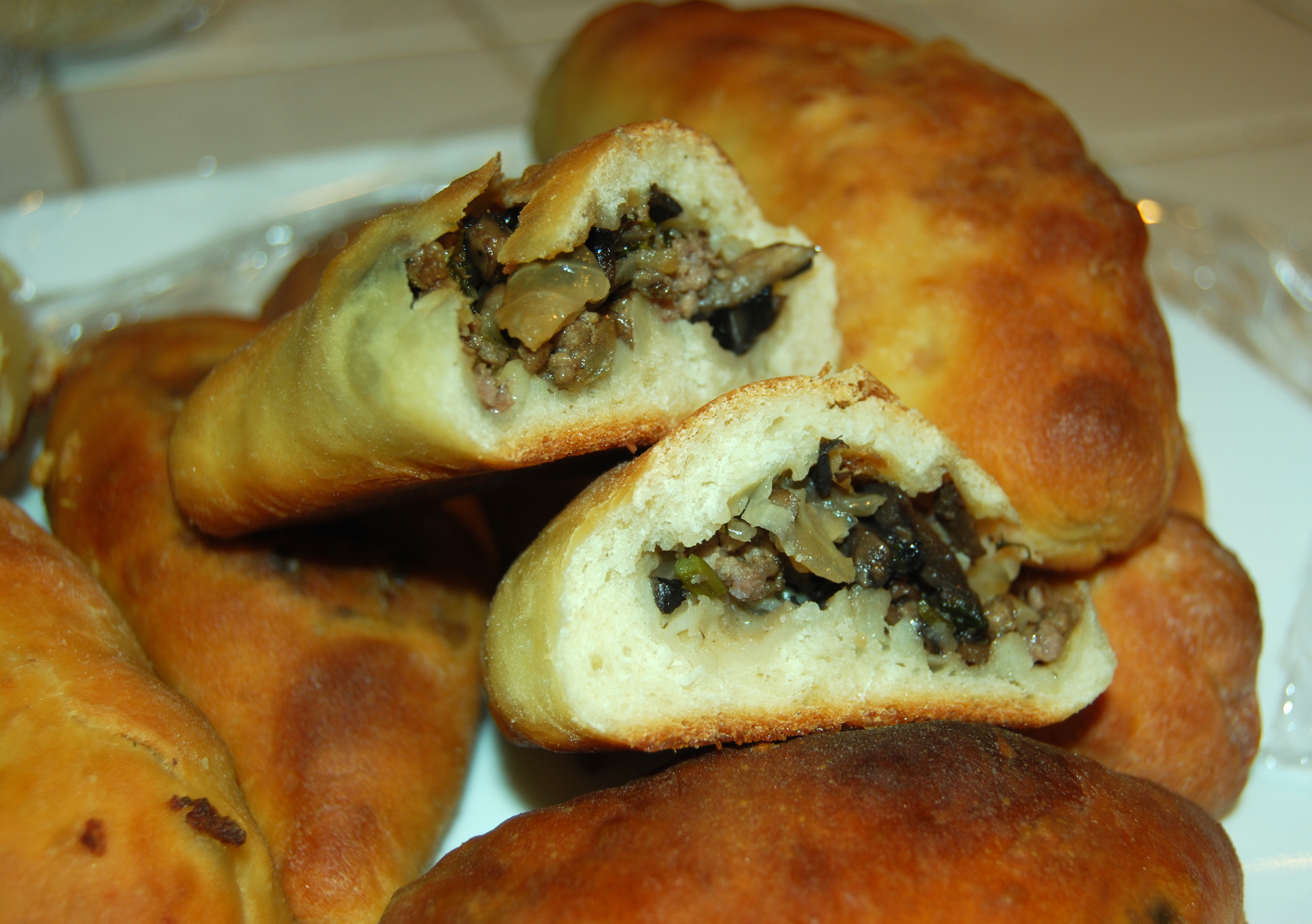
Pirohy plněné cibulí, houbami, masem a rýží
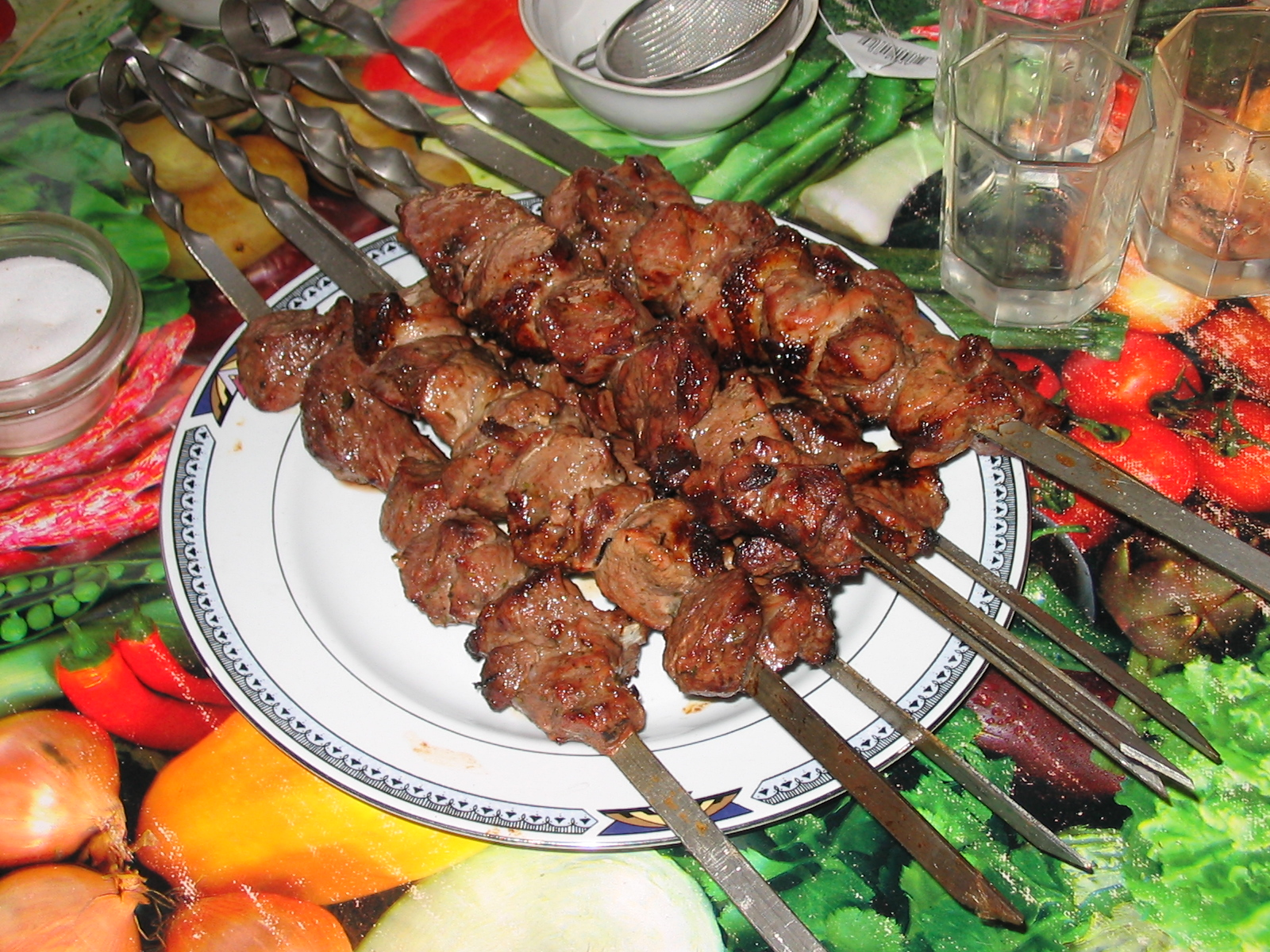
Šašlik (Шашлык)
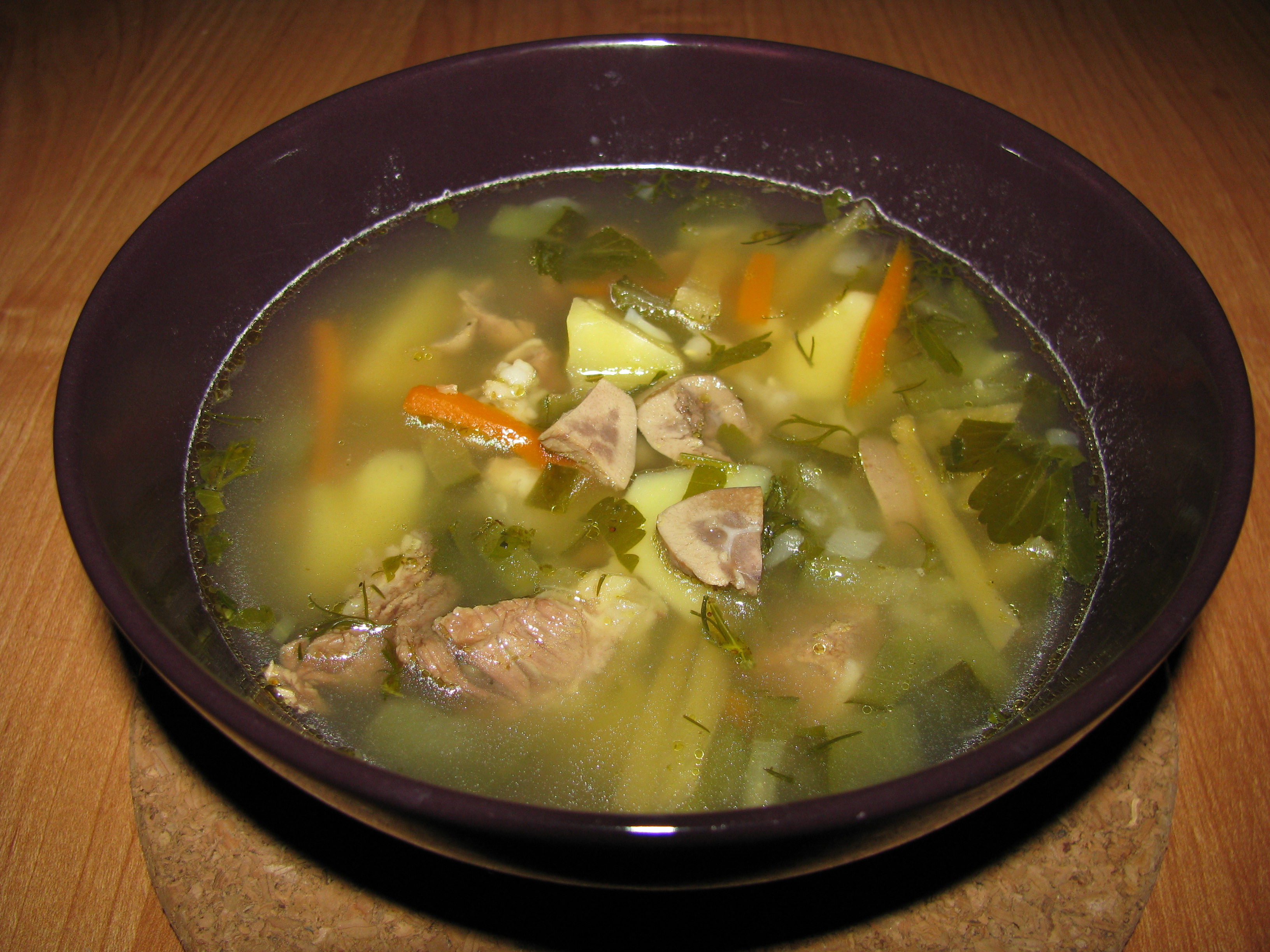
Rassolnik
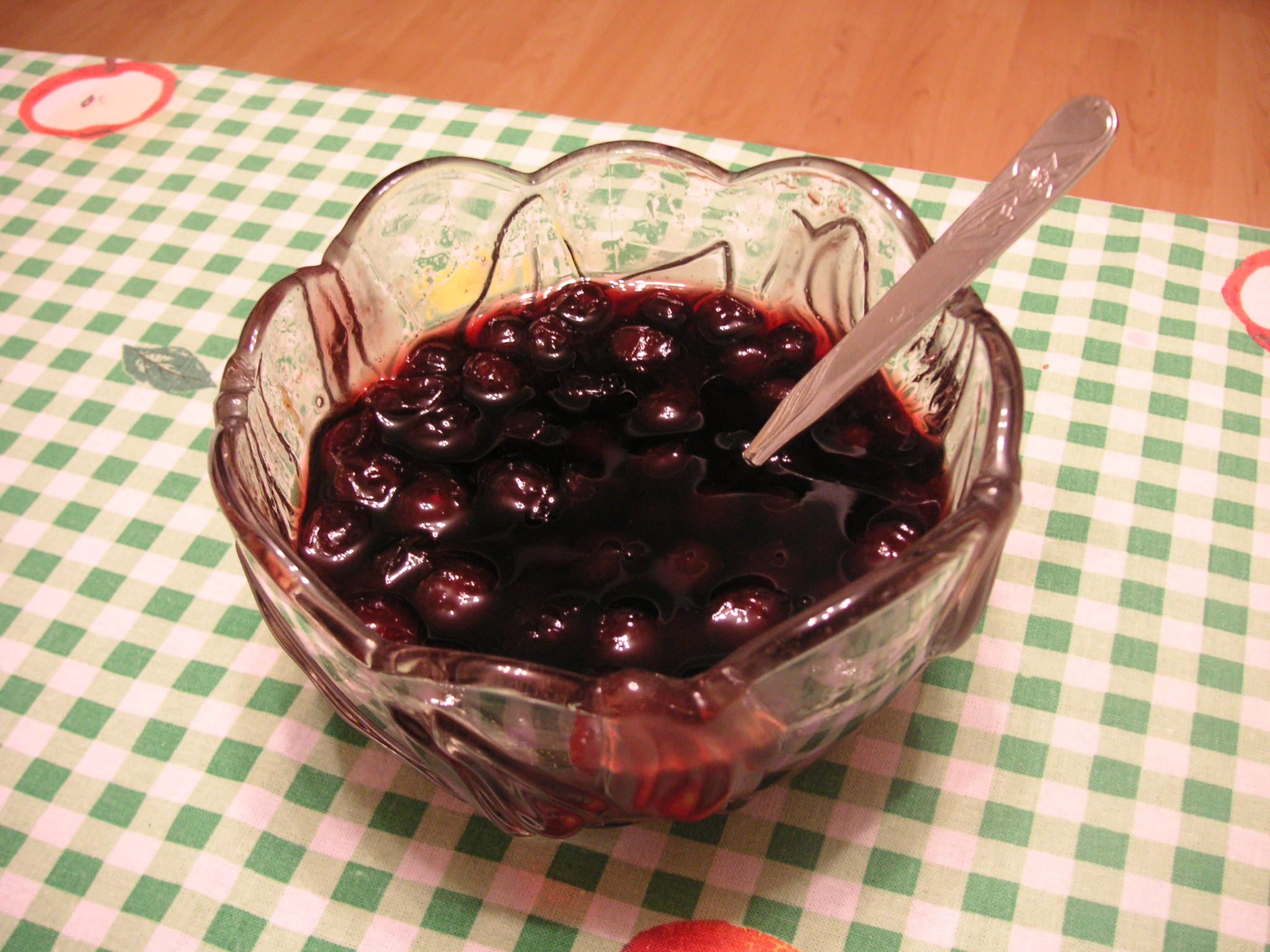
Varenje
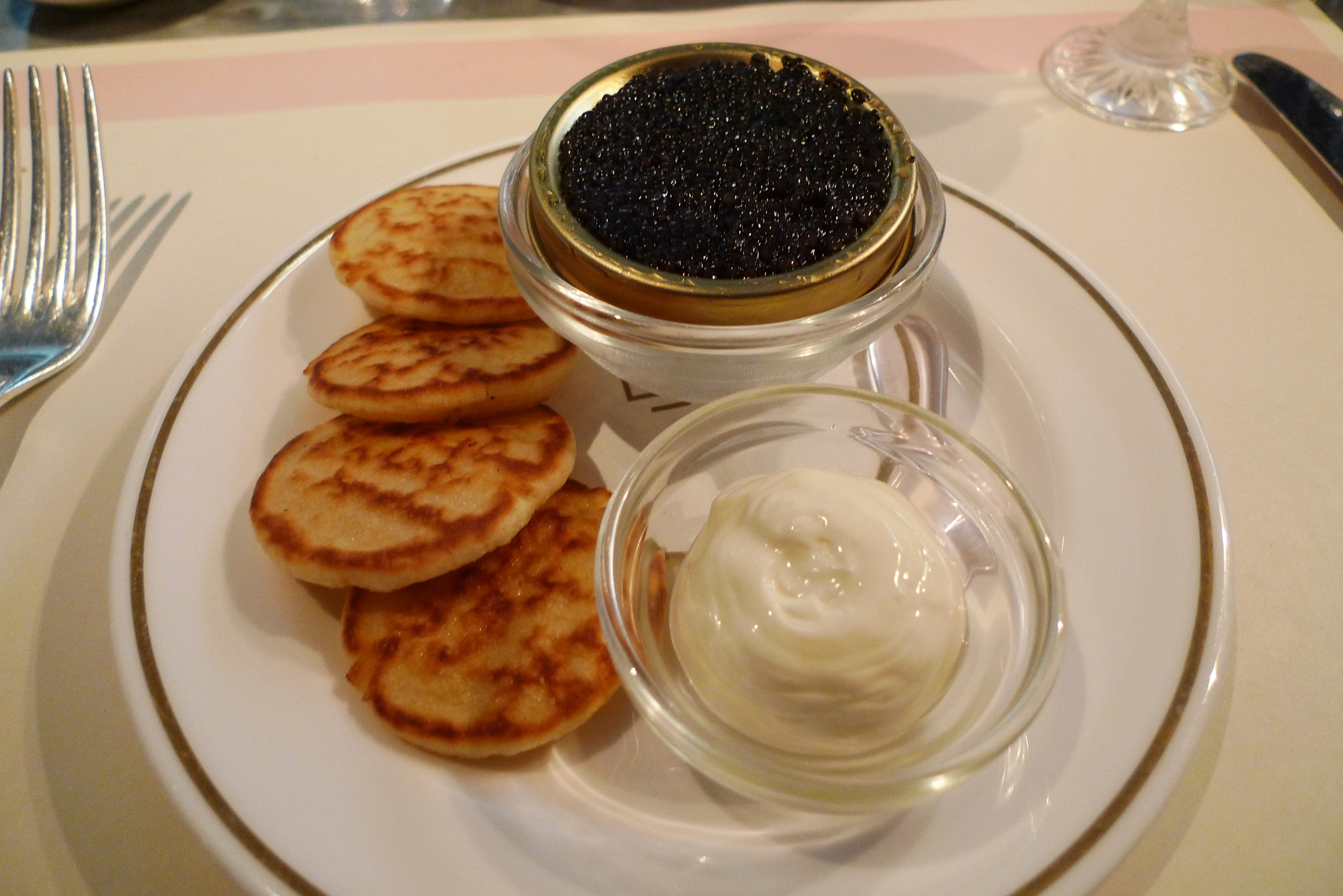
Oladji (Оладьи, singular Оладья)
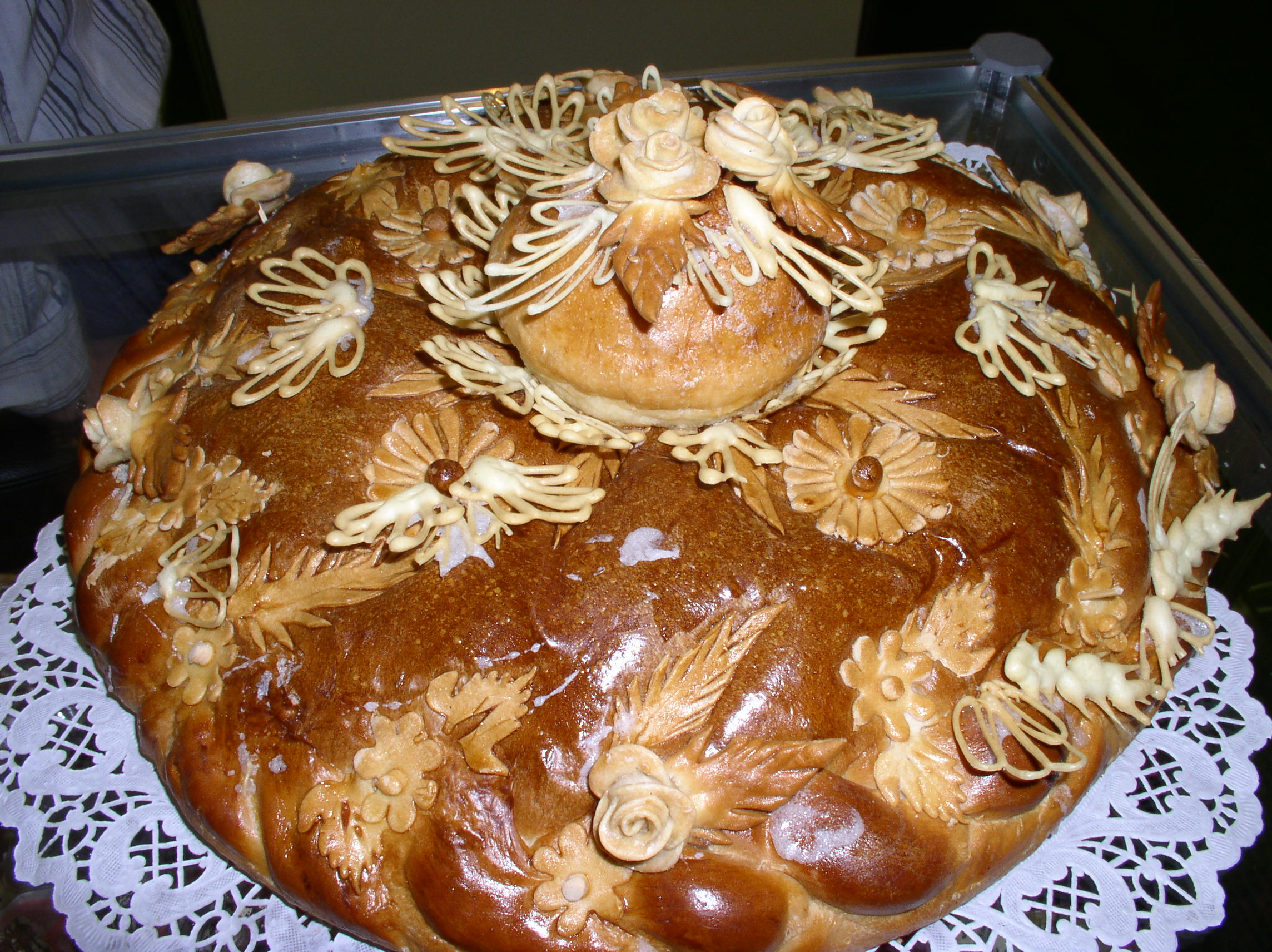
Karavaj (коровай, каравай)
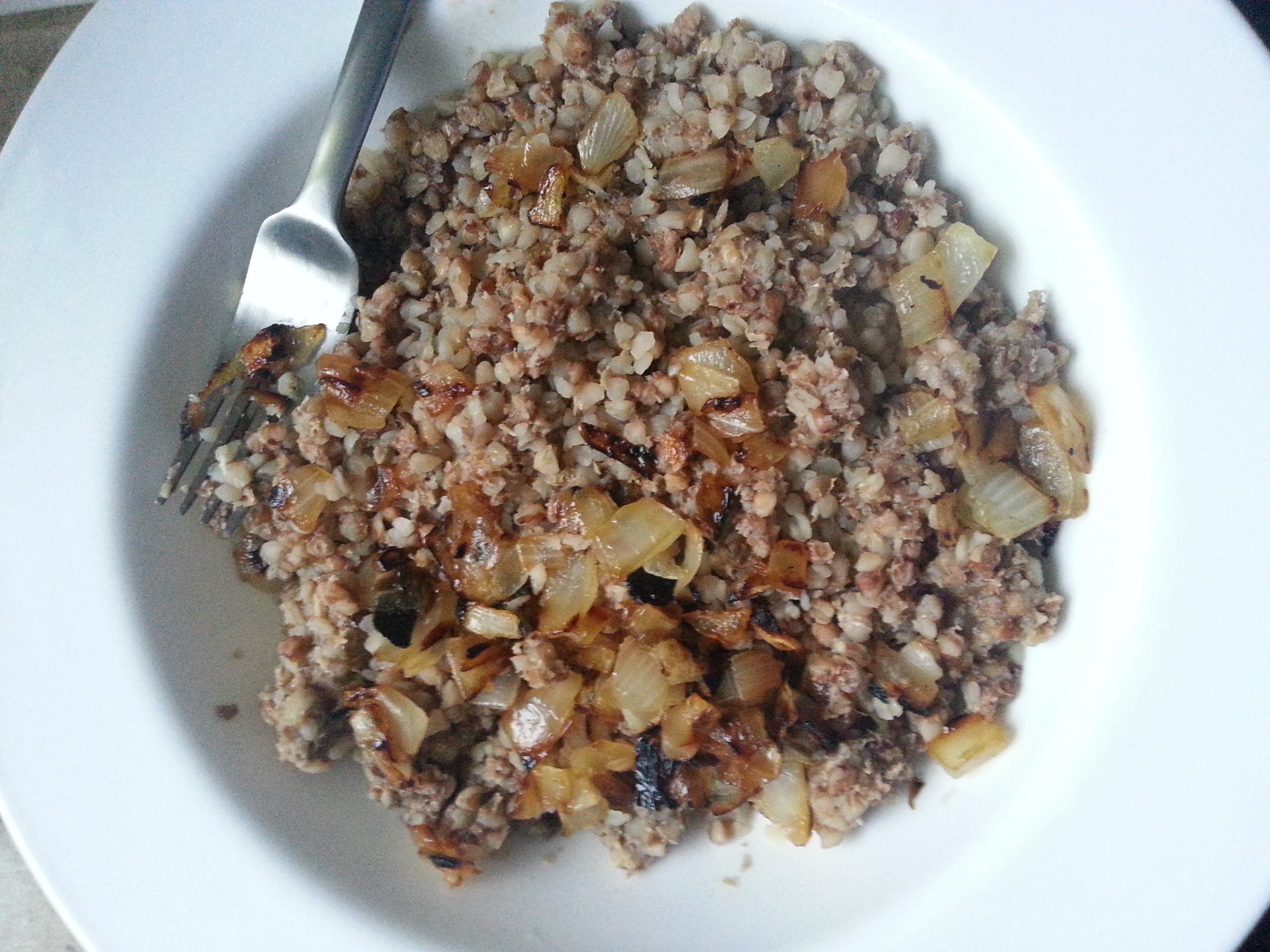
Grečka (Гречка-каша)
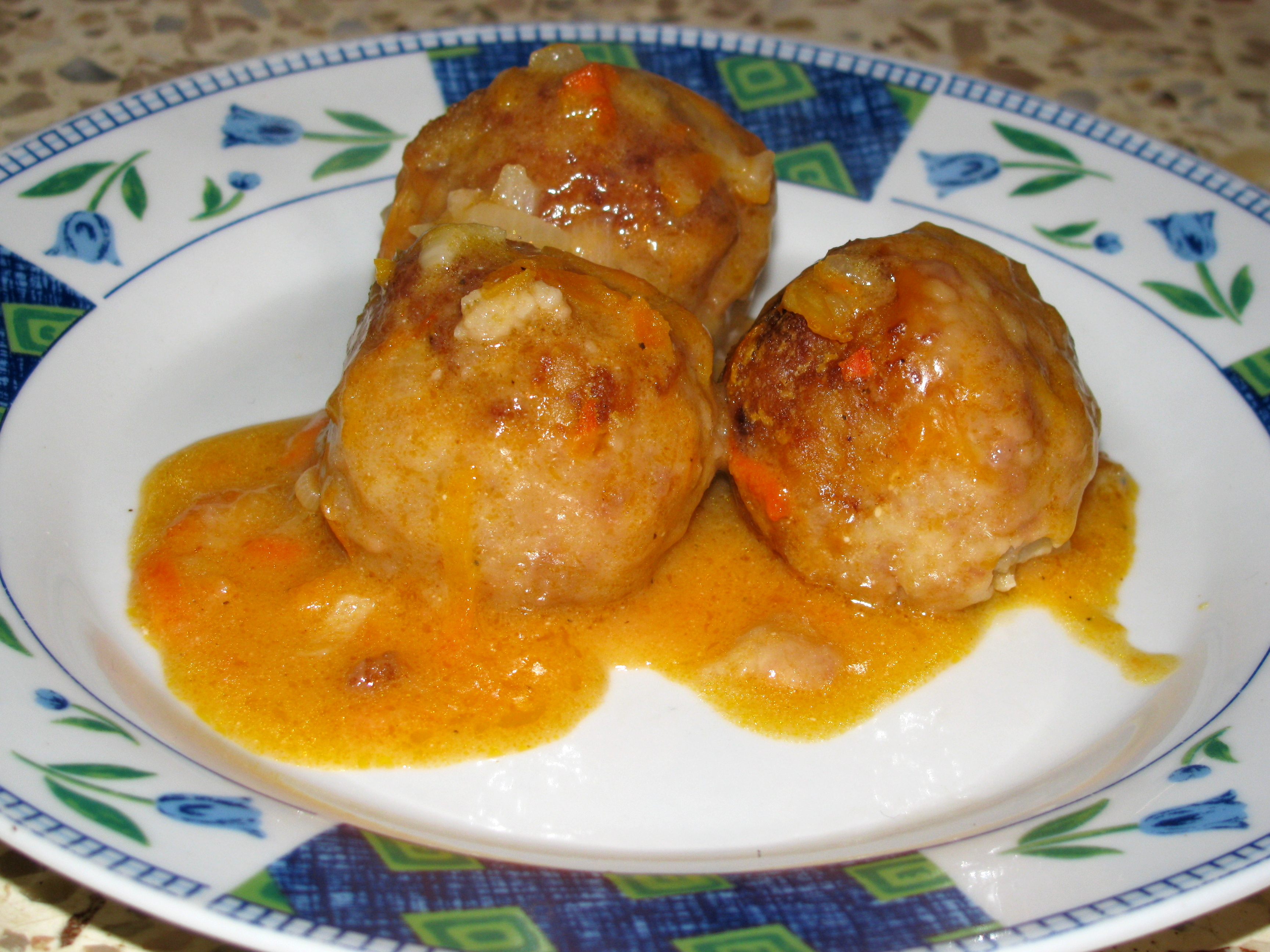
Těftěli (тефтели)
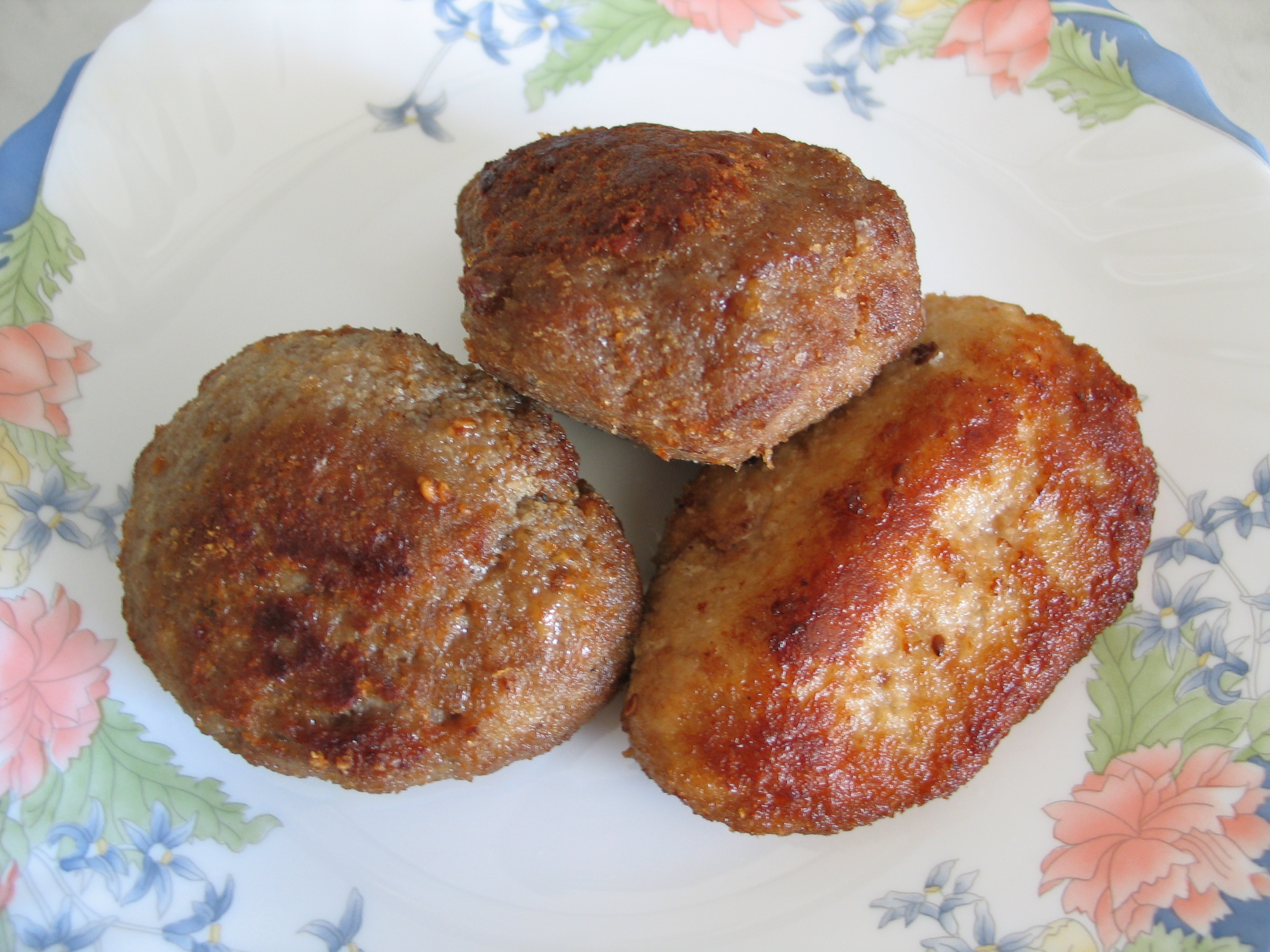
Kotlety rublenyje (Рубленые котлеты)
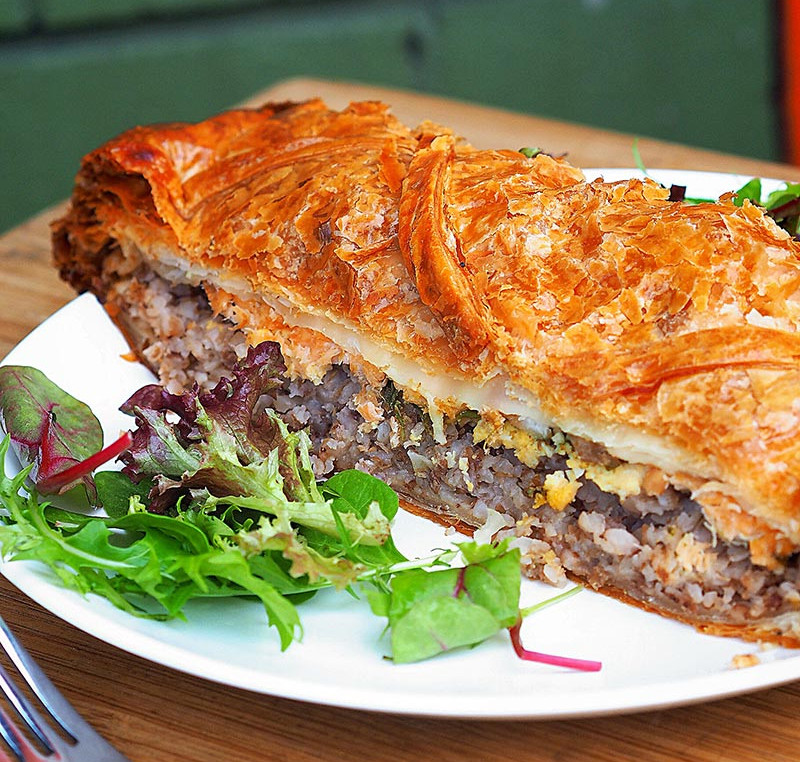
Kulebjaka (Кулебяка)
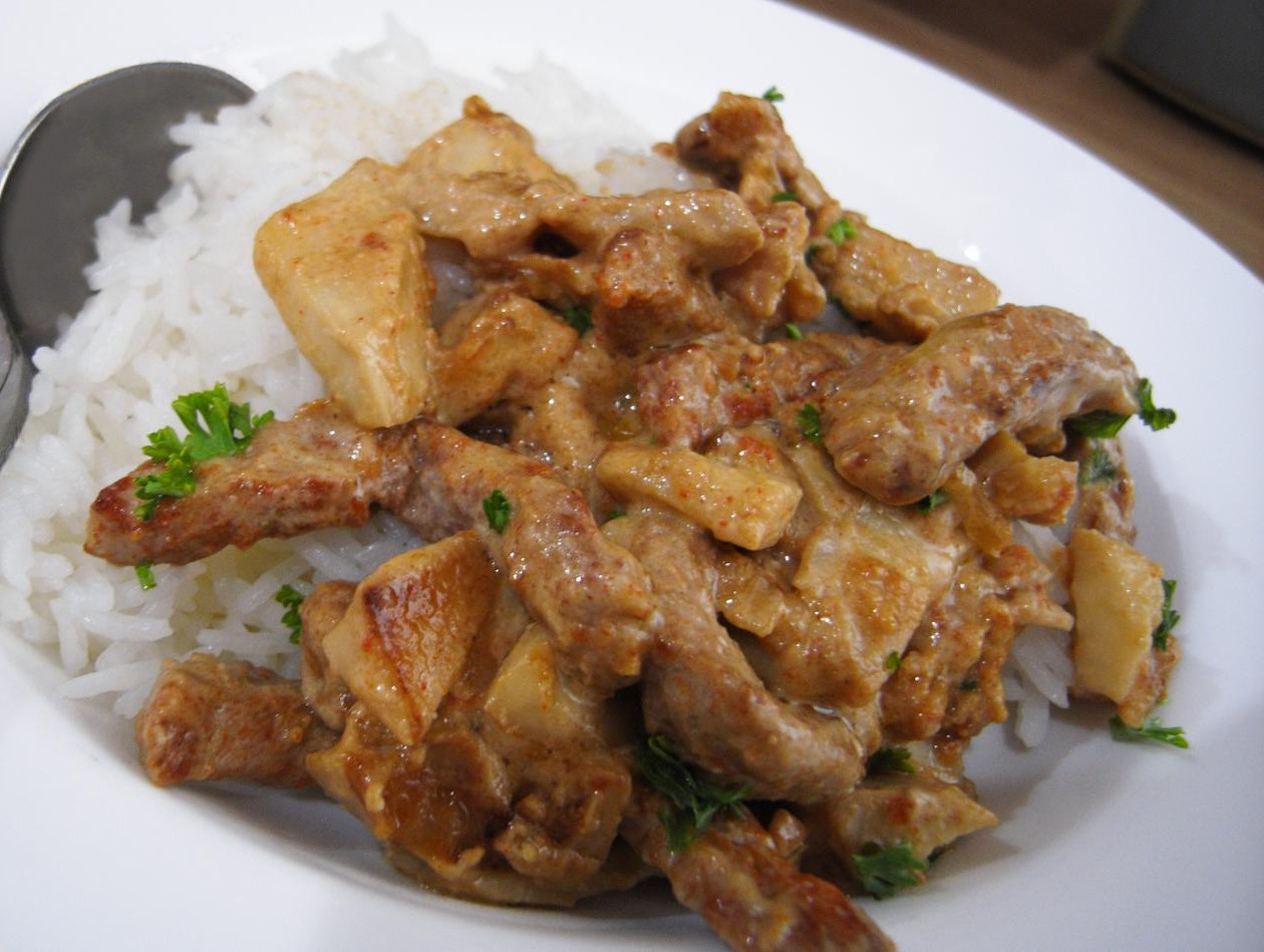
Hovězí Stroganov (Бефстроганов)
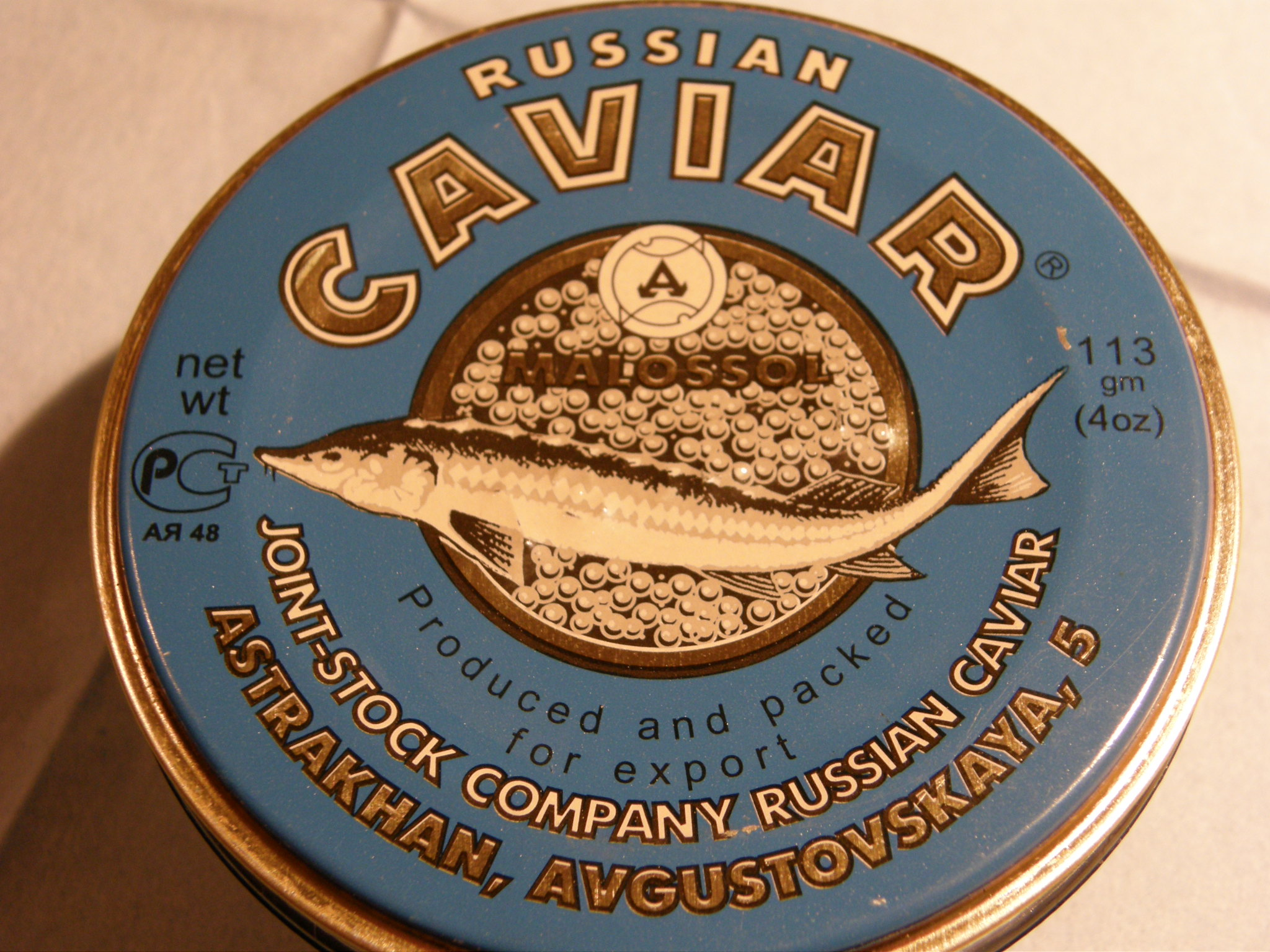
Astrachaňský kaviár
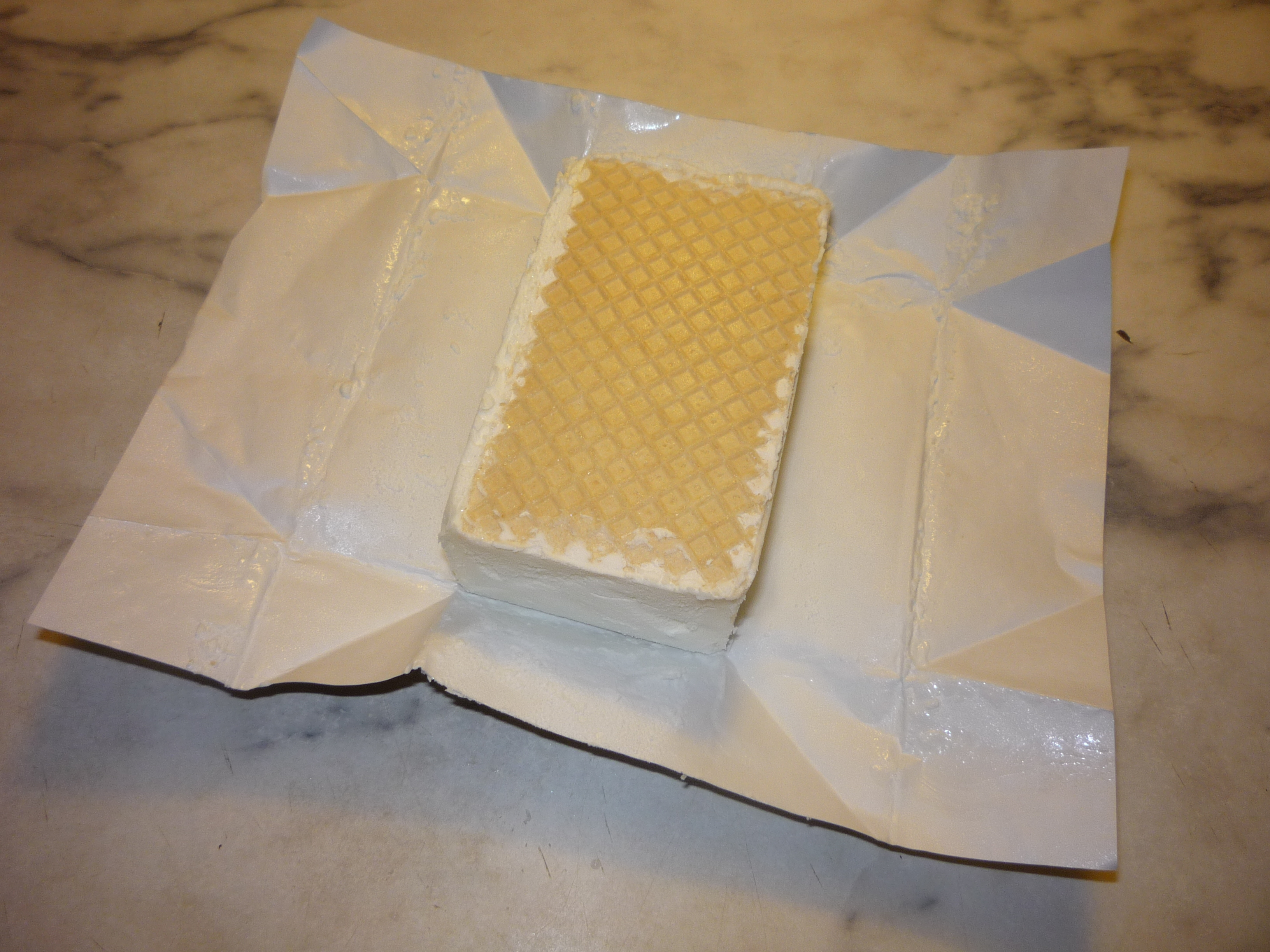
Ruská zmrzlina
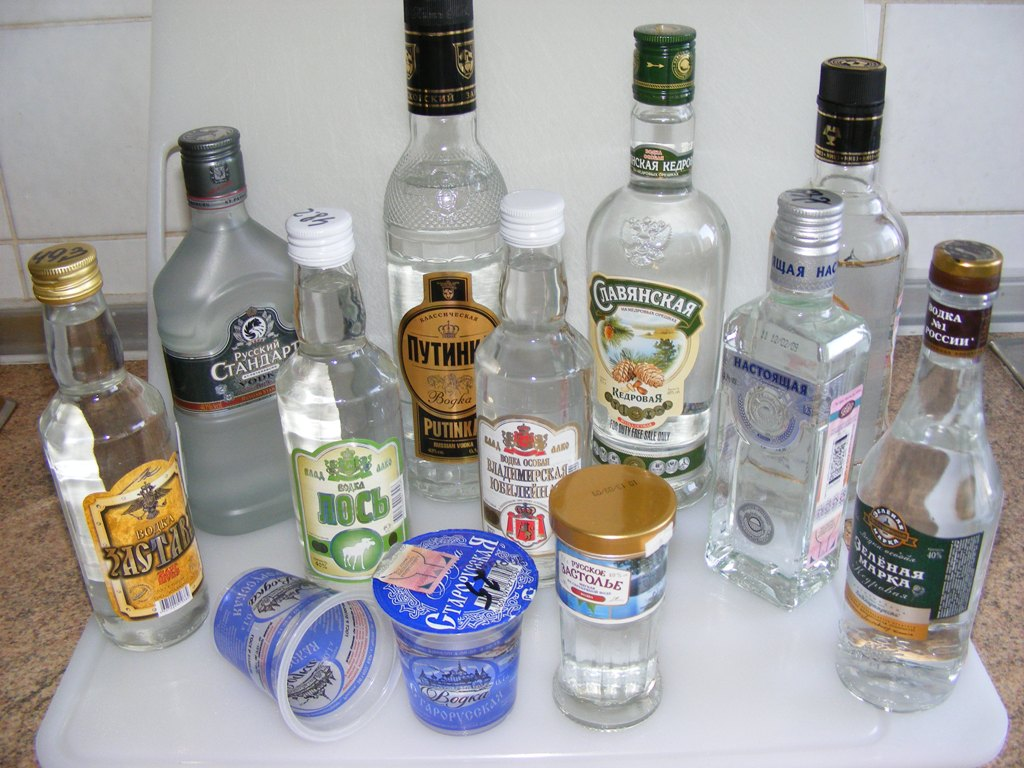
Různé ruské vodky